# Hassan-Bek-Moschee (Tel Aviv-Jaffa)
Die Hassan-Bek-Moschee (arabisch مسجد حسن بك, DMG Masǧid Ḥasan Bik, auch مسجد المنشية, DMG Masǧid al-Manšiyya; hebräisch מִסְגַּד חַסָּן בֶּכּ Misgad Ḥassan Bek, auch מִסְגַּד חַסָּן בֶּק Misgad Ḥassan Beq; türkisch Hasan Bey Camii) ist eine sunnitische Moschee in Tel Aviv-Jaffa, Israel. Die Moschee entstand zwischen 1915 und 1916 auf Initiative Hassan Beys (1882–1953), nach dem sie auch benannt ist. Die Pläne entwarf Jaffas städtischer Baudirektor Ben-Zion Gini (1869–1945). Der bis 1916 nicht vollendete Bau wurde 1923 abgeschlossen.
Die Moschee ist eine der bekanntesten muslimischen Gebetsstätten der Stadt und von weitem als Landmarke zu erkennen, denn für einen Sakralbau Tel Aviv-Jaffas ist ihre nach allen Seiten unverstellte Lage eher selten. Die Nutzung ihres Minaretts 1936/1937 und 1947/1948 durch Scharfschützen, um Tel Avivis in den Straßen abzuschießen, die in den 1970er Jahren versuchte Profanierung der seit 1948 verlassenen Moschee, das Ringen um die Wiedereinrichtung bis 1988 machten die Moschee im muslimisch-jüdischen Streit zu einem Sinnbild.

## Lage

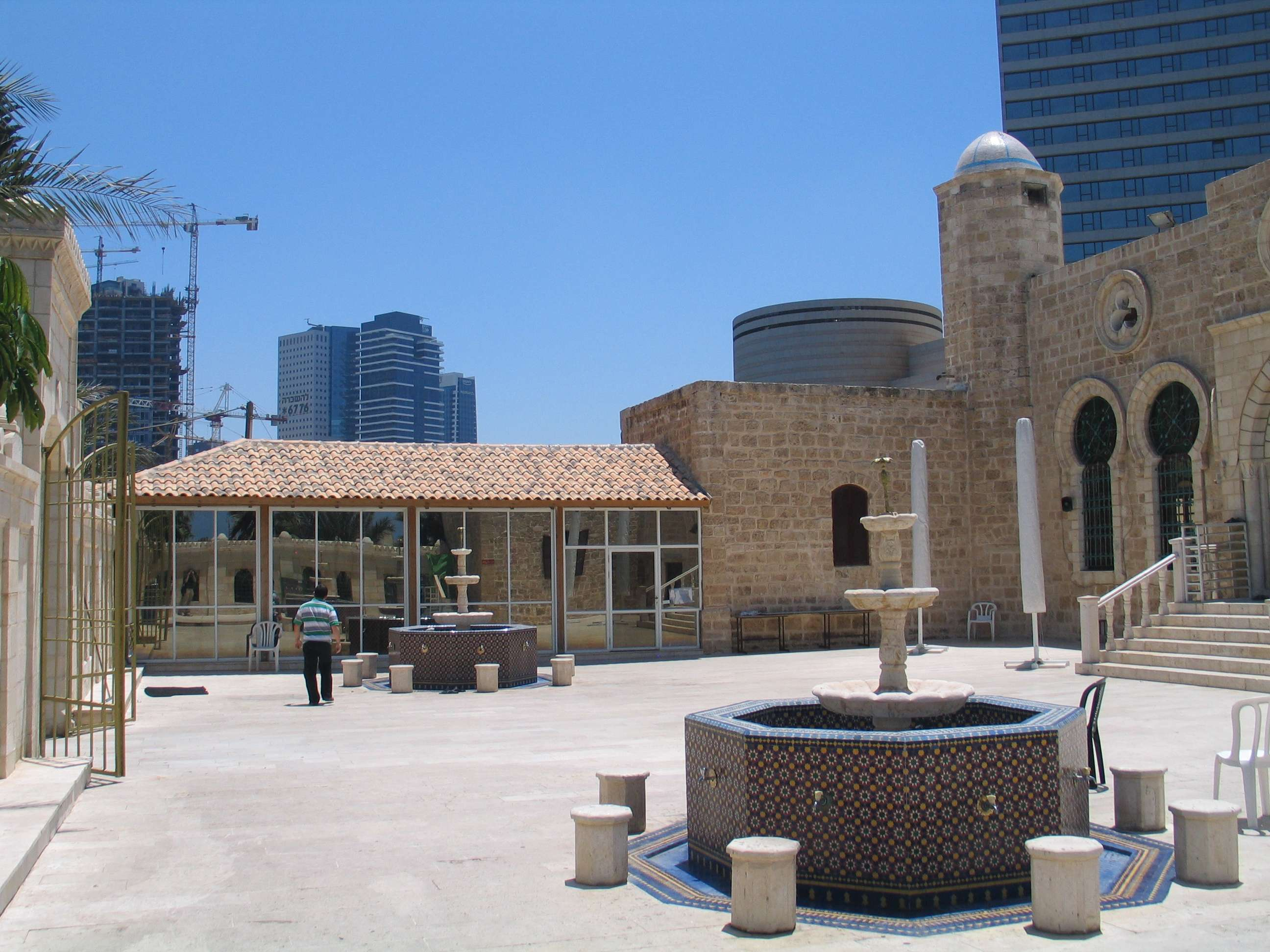
Blick ostwärts über den Hof mit den achteckigen Sabils, 2012

Die Moschee ist an drei Seiten flankiert von Straßen, dem adressgebenden Rechov ha-Kovschim 82 (רְחוֹב הַכּוֹבְשִׁים) im Osten, dem Rechov Joseph Loewy (רְחוֹב יוֹסֵף לֵוִי) im Süden sowie hier parallel Rechov ha-Jarqon und Retzif Herbert Samuel (רְצִיף הֶרְבֶּרְט סֶמוּאֶל) im Westen. An der Nordseite, wo der Zugang zur Anlage der Moschee besteht, erstreckt sich ein Parkplatz. Solch eine herausgehobene, von allen Seiten unverstellte Lage entspricht in etwa dem Zustand zur Bauzeit der Moschee, ist aber im 21. Jahrhundert bei Sakralbauten im verdichteten Tel Aviv-Jaffa sehr selten.

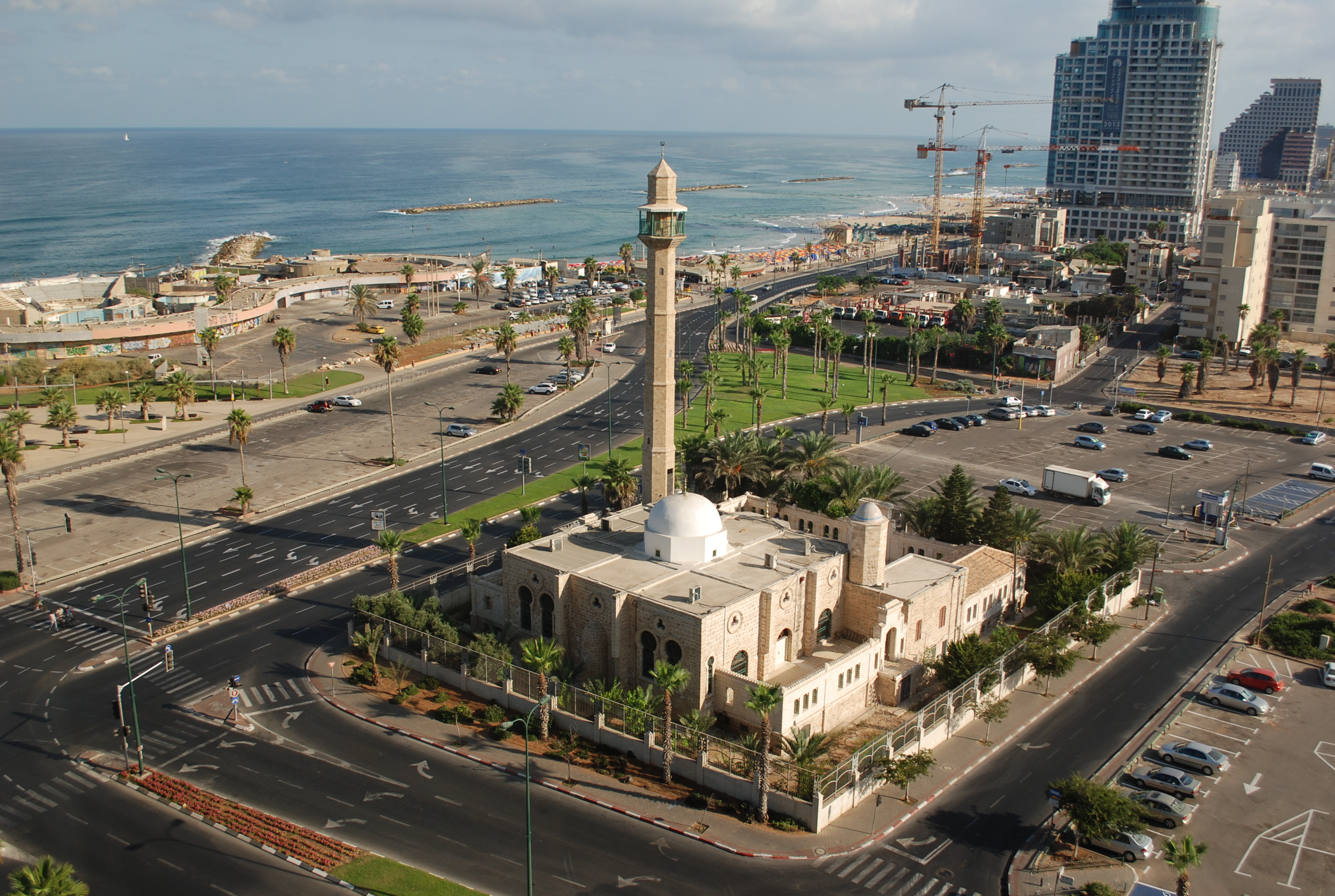
Luftbild der Moschee zwischen Rechov ha-Kovschim (rechts), Rechov Joseph Loewy (vorn) sowie parallel Rechov ha-Jarqon und Retzif Herbert Samuel (links) mit Blick zum Mittelmeer, 2007

Die Moschee befindet sich inmitten von Jaffas ehemaliger Vorstadt Manschiyya (hebräisch מַנְשִׁיָּה, arabisch المنشية, DMG al-Manšiyya), etwa einen Kilometer westlich von Lev Tel Aviv, dem historischen Stadtzentrum, und zwei Kilometer nördlich der Altstadt Jaffas. Manschiyya entstand ab den 1870er Jahren und erstreckt sich in nord-südlicher Richtung am Mittelmeer. Jenseits des westlich anliegenden Retzif Herbert Samuel trennt allein der von ʿAyin Hillel (ע. הִלֵּל) entworfene Park Charles Clore (פָּארְק צָ'ארְלְס קְלוֹר) die Moschee von der See,:35 zu Fuß etwa 200 Meter Wegs. Manschiyya gehört mit weiteren ehemaligen Vororten Jaffas zum Stadtteil 5, der mit den Stadtteilen 3, 4 und 6 den Bezirk Mitte von Tel Aviv bildet.
Nach Zerstörungen im Palästinensischen Bürgerkrieg (1947/1948), Jahrzehnten des Verfalls, teilweiser Beräumung und Neuentwicklung des Viertels ab den 1980er Jahren präsentiert sich Manschiyyas Bebauung recht heterogen. Der ehemalige Bahnhof Jaffa von 1891, der Beit Giddi von 1900, der als Museum der Irgun (Akronym: EtZe"L) dient, und die Moschee sind im 21. Jahrhundert die einzigen Gebäude im Viertel, die schon vor 1947 bestanden. Das in seiner Bausubstanz besser erhaltene Viertel Kerem ha-Teimanim am Nordrand Manschiyyas gibt einen Eindruck davon, wie dieses bis 1947 bebaut war. Das ebenfalls weitgehend erhaltene östlich benachbarte Neweh Schalom dagegen ist schon von Beginn an lockerer bebaut gewesen als Manschiyya.

## Baubeschreibung
Die erhöht gelegene Anlage gliedert sich in den eigentlichen Moscheebau, das Minarett, Nebengebäude an der West- und Ostseite des großen Hofes, den nördlichen großen Hof mit zwei achteckigen Brunnen (hier anachronistisch auch Sabil genannt) zur rituellen Reinigung (Wudūʾ) sowie in zwei kleinere Höfe im Südwest- und Südosteck des rechteckigen Komplexes. Laut einem Bericht des Obersten Muslimischen Rats von 1941 maß die Grundfläche der erhöhten Anlage 21 mal 28 Meter. Der nördliche Hof – seit 1935 komplett gepflastert – war ursprünglich teils als Garten gestaltet.

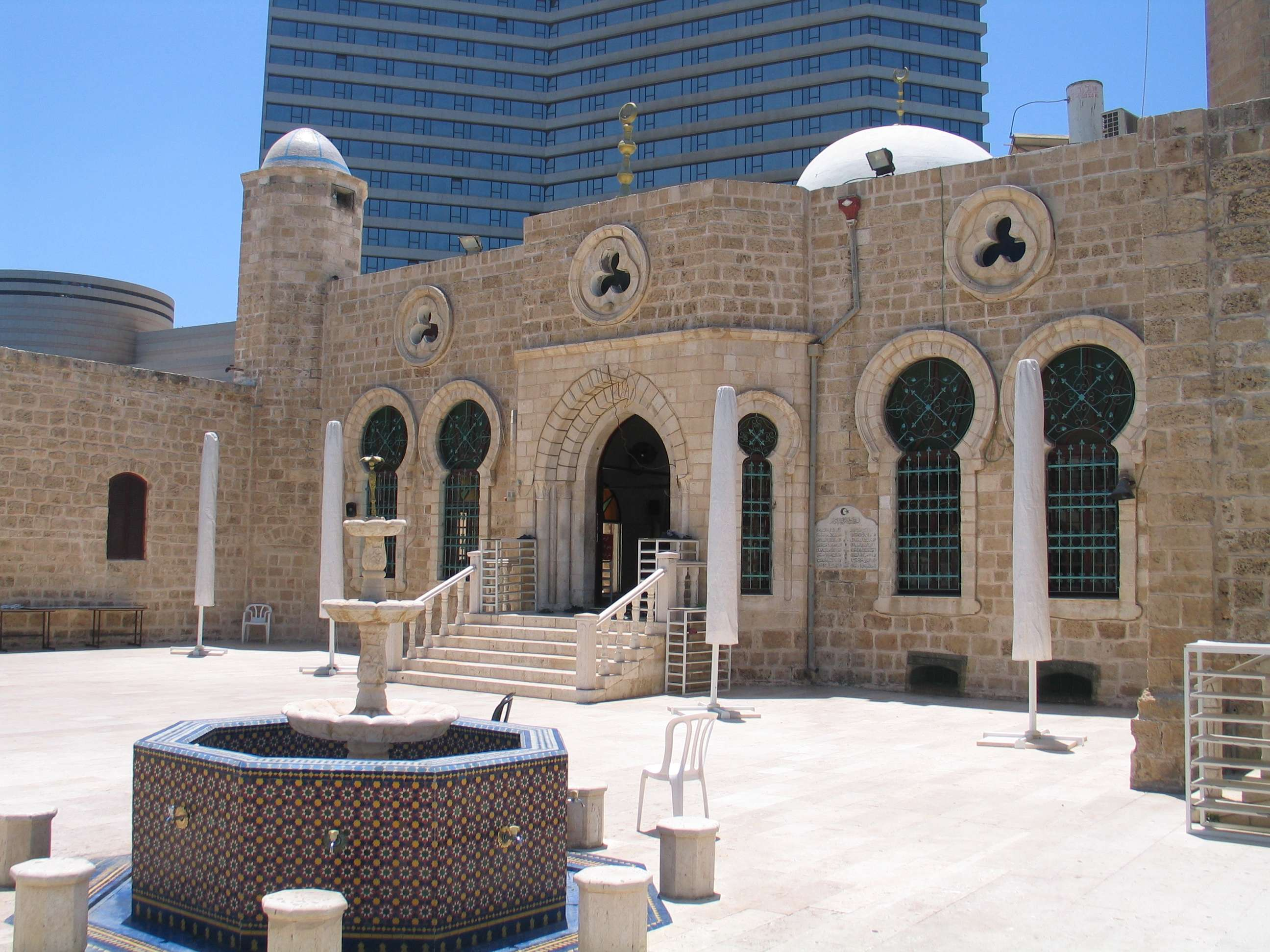
Nördlicher Hof mit Sabil vor Portal im Mittelrisalit der Moschee mit Stiftungstafel rechts, überragt vom Hotel der InterContinental Group, 2012

Während für Jaffas Bauten meist der gelb-braune, lokal gewonnene Karkur (Sandstein) genutzt wird, bestehen die Umfassungsmauern der Außenanlage, die Fassaden, inneren Pfeiler und Bandrippen der Gurtbögen aus weißem Kalkstein, womit die Moschee sich von anderen Bauten abhebt. Eine zinnenbekrönte Mauer mittlerer Höhe aus Naturstein, durchbrochen durch rechteckige Öffnungen, umschließt die ursprüngliche Anlage und Zugang besteht an der Nordseite über eine Freitreppe durch ein ornamentiertes Tor mit Muqarnasbogen. Die Verzierungen sind dabei teils in Marmor gearbeitet.

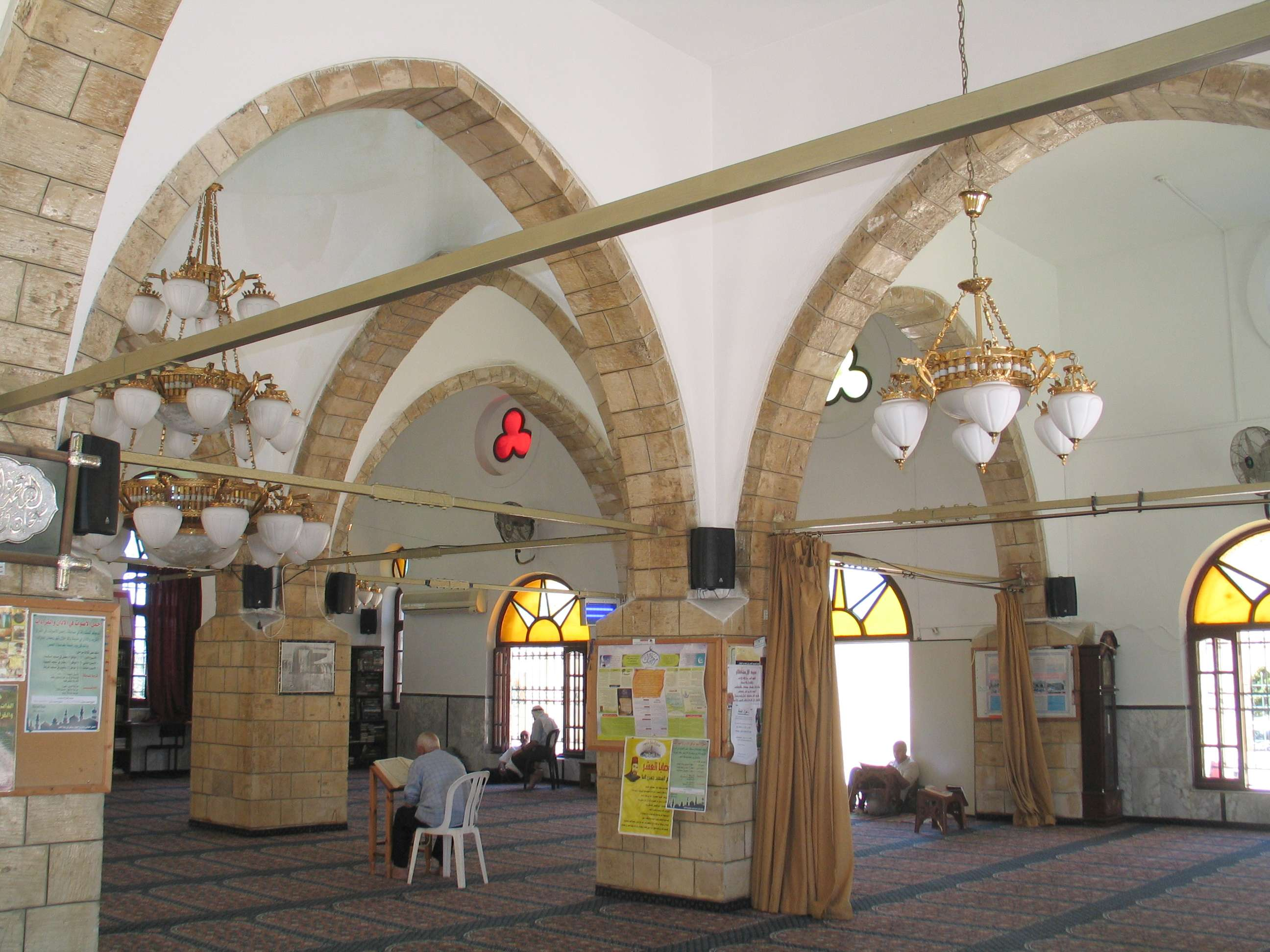
Blick südwestwärts durch den Innenraum mit Rundbogenfenstern zum Südwesthof, 2012

Die Moschee betritt man durch den Haupteingang im Mittelrisalit der Nordfassade zum nördlichen Hof, westlich vom Portal hängt eine Tafel, die an den Bau und Initiator erinnert. Der wohl proportionierte Moscheebau bildet ein Quadrat aus neun Jochen, deren Gliederung durch Strebemauern angedeutet die Außenwände in zwölf Segmente einteilt. Das Mitteljoch bekrönt eine niedrige Kuppel auf achteckigem kurzem Tambour, während flaches Dach mit Teerpappen die umliegenden acht Joche deckt, das auf Eisenträgern lagert. Diese leichte Konstruktion erlaubt schlanke Pfeiler und erübrigt Gewölbe.

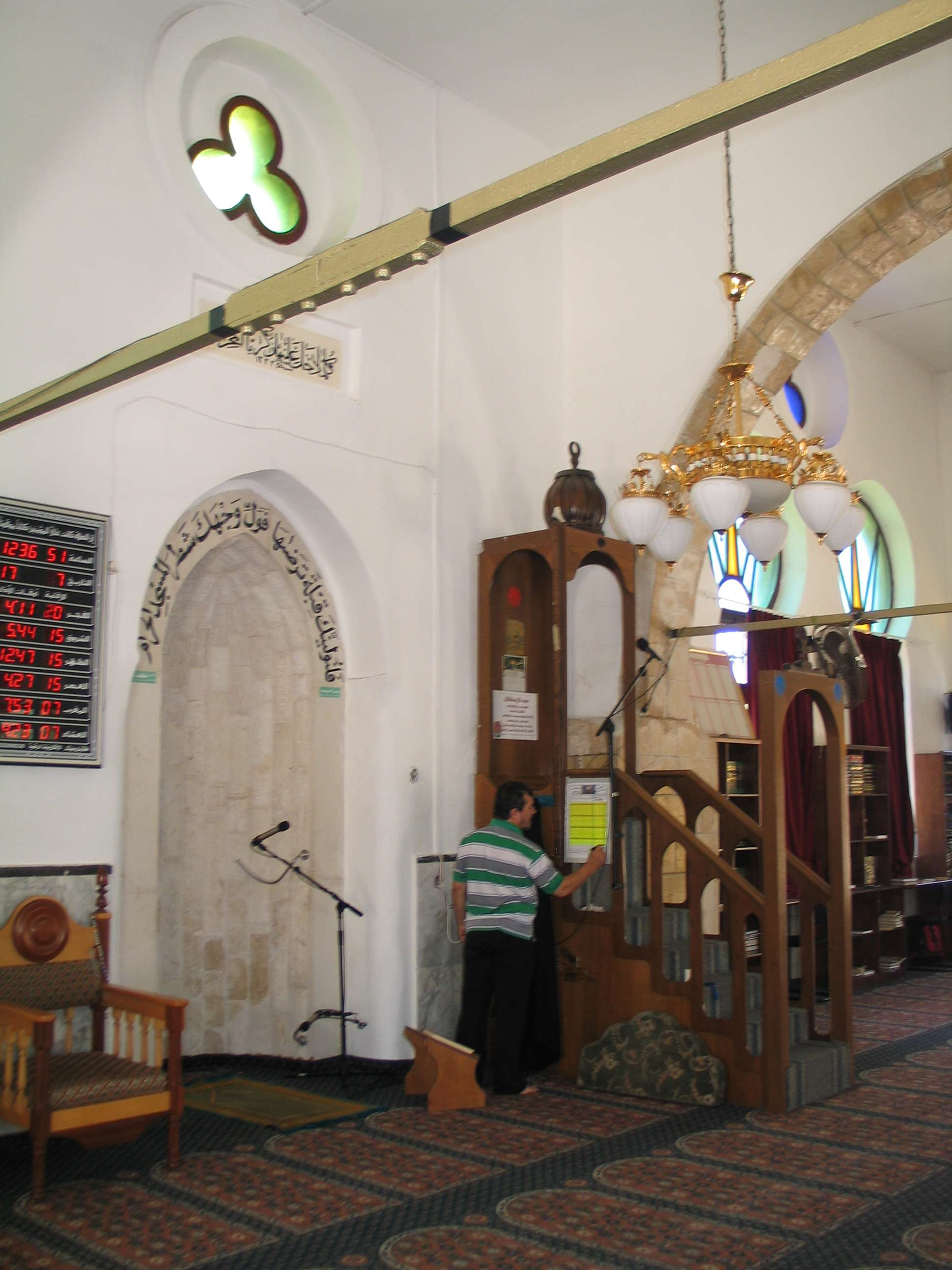
Südwand mit Mihrab und Minbar unter Dreipassfenster, Hufeisenbogenfenster jenseits der Bandrippe, 2012

Tageslicht fällt durch grüne und rote Scheiben ins Innere, die rundbogige Fenster an Ost- und Westseite wie hufeisenbogige im Süden und Norden zieren, bekrönt an allen Seiten durch rundgerahmte Dreipassfenster. Im Inneren gliedern Gurtbögen den Bau in neun Joche, die auf vier Pfeilern auf quadratischen Grundriss und den Wandpfeilern an den Außenmauern auflagern. Im quadratischen Mitteljoch bilden Pendentifs den Übergang zum innen runden Tambour. In der Mitte der Südwand befindet sich der konkav apsidial geformte Mihrab unter arabischen Inschriften und Dreipassfenster, westlich flankiert vom Minbar. Der Boden war vor 1948 mit Marmorplatten gefliest, die laut einem Zustandsbericht der Stadt Tel Aviv von 1978 weithin herausgebrochen waren.
Kleine sich in Nord-Süd-Richtung erstreckende Seitenflügel im Westen und Osten des nördlichen Hofes schließen im Nordwest- und Nordosteck an den quadratischen Moscheebau an. Die Ecken als Übergang zu den Seitenflügeln sind jeweils durch Türme betont. Der östliche Turm misst nur fünf Meter, der westliche dagegen ist zum Minarett ausgebildet mit Zugang vom nördlichen Hof, zum Dach und zur Scherefe. Im Jahre 1985 wurde das Minarett 30 Meter hoch neu erbaut. Sein Inneres beleuchten Lanzettfenster, bis hinauf zur rundum bedachten Scherefe auf Höhe von 25 Metern. Im östlichen Nordflügel befinden sich Funktions- und Diensträume für Mitarbeiter der Moschee, der kleinere westliche Nordflügel wurde 1992 renoviert. Während der Renovierung ab 1988 wurde der etwa vier Meter breite Streifen um die ursprüngliche Anlage durch einen Zaun eingefasst und in der Folge begrünt.

## Geschichte
Jaffa entwickelte ab den 1860er Jahren Vorstädte außerhalb der Stadtmauern, die meisten mit je eigener ethnischer und/oder religiöser Prägung. Im Norden der Stadt entstanden Achawah (1899, palästinensische Juden), Adams City (1866, US-Angehörige der Church of the Messiah, mormonische Apostaten; 1869 württembergische Templer), Battej Feingold (1904), Battej Warschah (1871 Templer, ab 1907 polnische Juden), Battej Joseph (1904), Chatzer Schmerling (1860er Jahre, Juden aus Hebron), Jefeh Nof (1897), Kerem ha-Tejmanim (1905, jemenitische Juden), Machaneh Jehudah (1896), Manschiyya (1870er Jahre), Mount Hope (1853, bergische und US-Protestanten), Neweh Schalom (1897), Neweh Zedeq (1887), Ohel Moscheh (1906), Tel Aviv (1909, osteuropäische Juden) und Walhalla (1900, palästinadeutsche Templer). Manschiyye war bald selbst von neuen Vierteln eingerahmt.

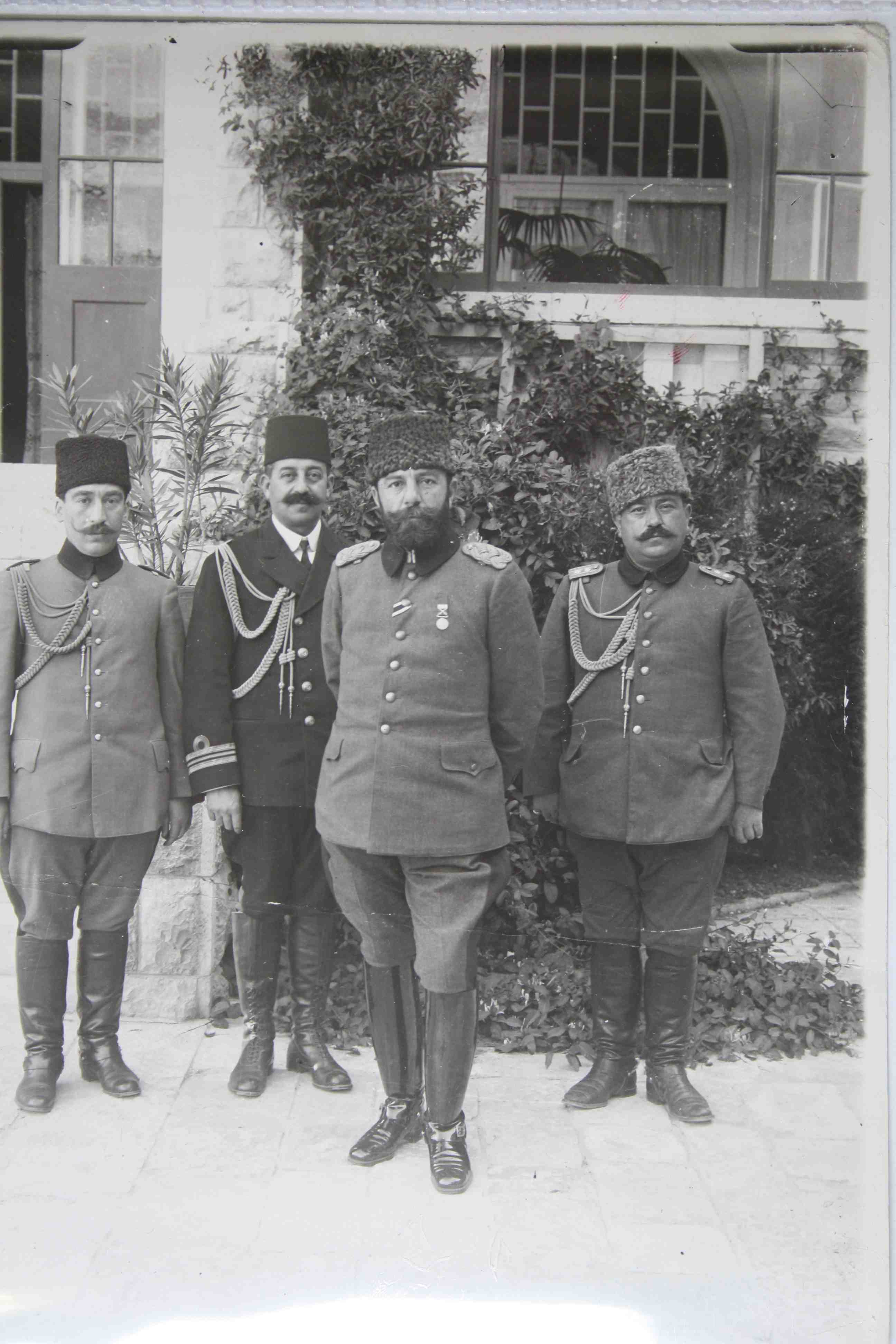
Hassan Bey (rechts) mit Cemal Pascha (vorn) und weiteren osmanischen Offizieren, Erster Weltkrieg

Hassan Bey (حسن بك البصري الجابي, DMG Ḥasan Bik al-Baṣrī al-Ǧābī, 1882–1953), der zuvor Polizeichef Jaffas war, avancierte im Ersten Weltkrieg im August 1914 zum osmanischen Militärgouverneur für Jaffa und Umgebung. Am 17. Dezember 1914 verwies er feindliche Ausländer, also Briten, Franzosen, Serben und meist Russen, unter letzteren vor allem Juden, der Stadt.:68 Schon vor dem Krieg hatte Hassan Bey als Polizeichef Ambitionen gezeigt, die osmanische Herrschaft, als Sultanat und Kalifat ja eine islamische Cäsaropapie, zu stabilisieren. Dazu ergriff Hassan Bey Maßnahmen mit ideeller oder praktischer Wirkung (z. B. die Hassan-Bek-Moschee oder neue Straßendurchbrüche). Als breiten Durchbruch zum Hafen von Jaffa ließ er 1915 den Alten Basar mit seinen vielen Geschäften abreißen, der sich vom Hafen am Meeresufer entlang bis zum Platz am Uhrturm (כִּכָּר הַשָּׁעוֹן Kikkar ha-Schaʿon) erstreckte und als Teil eines Waqf (hier wohltätige Stiftung von Ladenlokalen, deren Mieten die nahe Moschee finanzierten) eigentlich geschützt war. Er requirierte zur Pflasterung Baumaterial mit Verweis auf Kriegsbedarf und ließ einen großzügigen Vorstadtboulevard anlegen, den er nach seinem vorgesetzten Befehlshaber an der Palästinafront, Cemal Pascha, benannte, seit 1950 Sderot Jeruschalajim genannt.

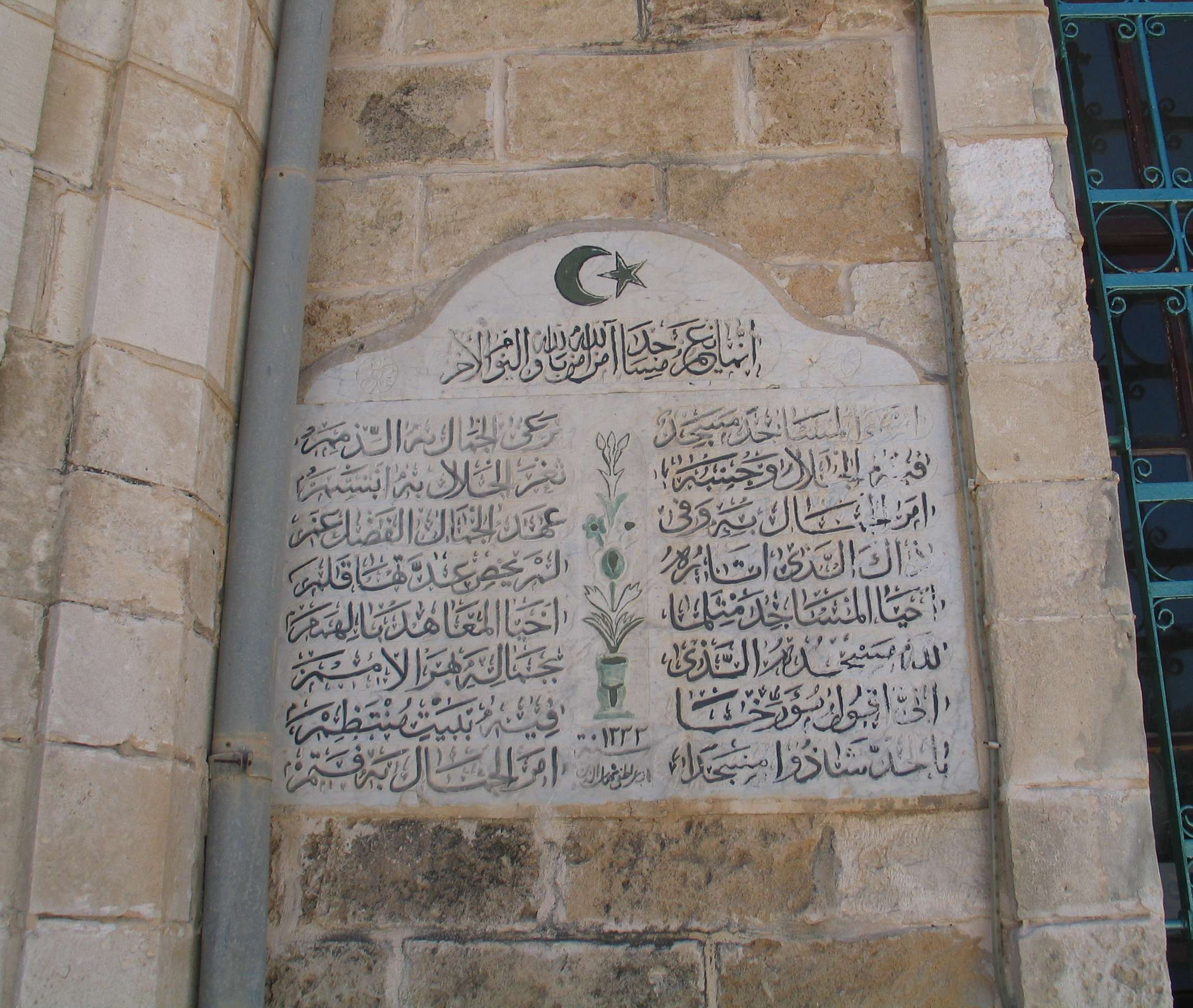
Stiftungstafel westlich des Portals, 2012

### Bau an der Moschee zwischen 1915 und 1923
Mit dem Moscheebau setzte er ein ideelles Zeichen für die osmanische Cäsaropapie und gegen zionistische Bestrebungen jüdischer Selbstbestimmung im Lande. Für den Bau beschlagnahmte Hassan Bey Ackerland des christlichen Bauern und Orangenpflanzers Michel Matry mit Verweis auf ‹religiöse Bedürfnisse›. Matry beschwerte sich darüber und argumentierte, mit einem Moscheebau in der Stadt sei religiösen Bedürfnissen viel eher gedient als inmitten unbewohnter Felder. Doch um eine vermeintliche religiöse Unterversorgung ging es ja eben nicht.
Hassan Bey verleumdete den Grundeigentümer Matry, dieser habe christlichen Proselyten muslimischer Abkunft, deren Konversion osmanisches Gesetz mit dem Tode bedrohte, Unterschlupf gewährt, und ließ ihn in Jaffas Kışla am heutigen Kikkar ha-Schaʿon (כִּכָּר הַשָּׁעוֹן) einsperren. Hassan Bey brachte das erpresste Bauland in einen Waqf (wohltätige Stiftung, hier zum Zweck der Religionsausübung) ein, von dem die Moschee nur einen Teil einnimmt, während das übrige zur Generierung von Miet- oder Pachteinnahmen diente, die 1948 durch staatlichen Gewahrsam verloren gingen.

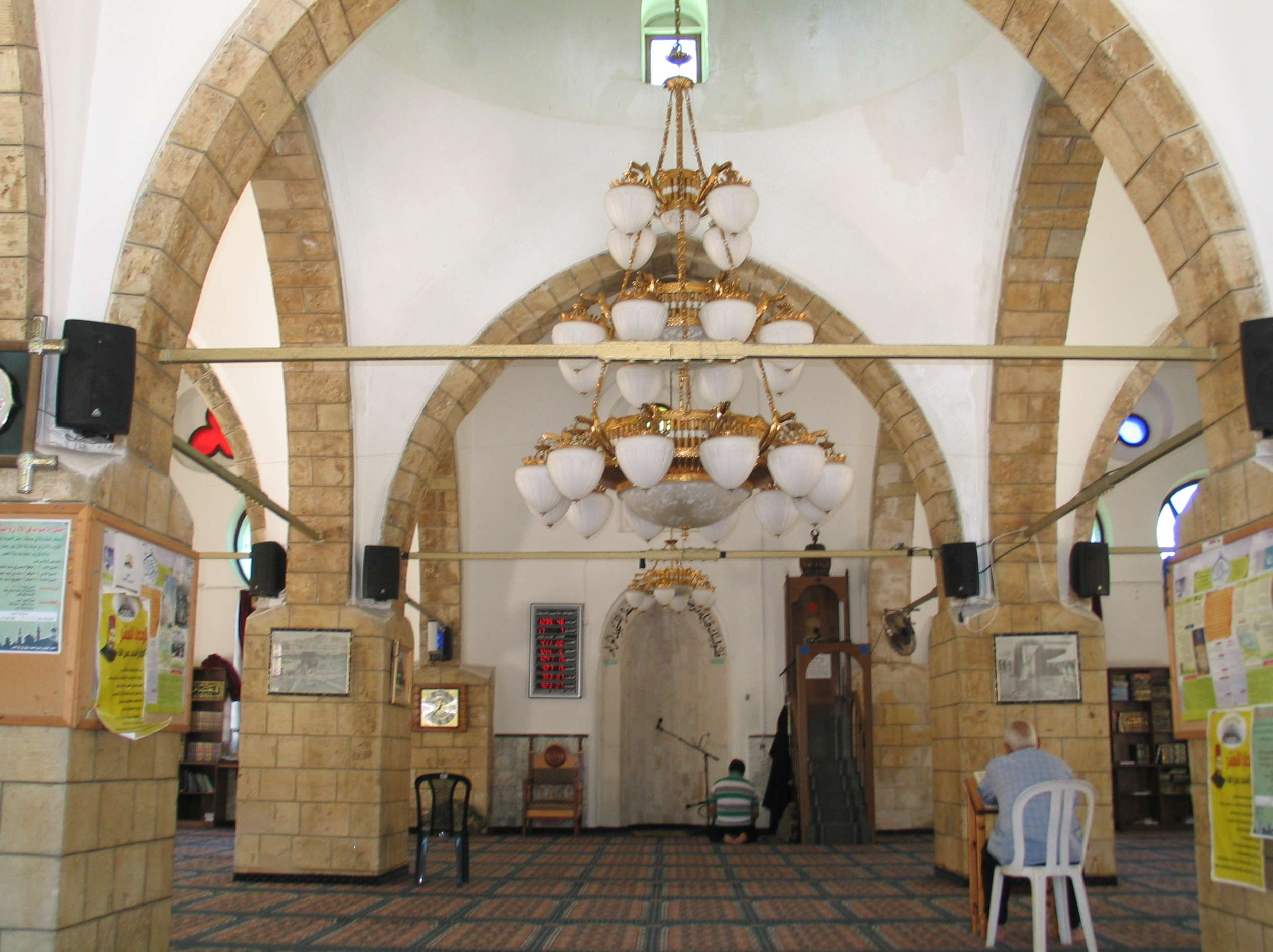
Moschee: Pendentifs zur Kuppel überm Mitteljoch mit Blick zur Südwand, 2012

Der gebürtige Smyrniote Ben-Zion Gini (בֶּן־צִיּוֹן גִּינִי, 1869–1945), Jaffas Stadtbaudirektor zwischen 1910 und 1917, entwarf die Pläne. Dabei weist die Hassan-Bek-Moschee Ähnlichkeiten mit der 1905 erbauten osmanischen Freitagsmoschee in Beʾer Schevaʿ auf, die ebenfalls neun Joche umfasst, davon das mittlere überkuppelt und die übrigen flach gedeckt. Die Baumaterialien stammten aus kriegsbedingt stillgelegten Baufirmen und ruhenden Bauplätzen vielfach im benachbarten Tel Aviv, wobei die Besitzer – soweit anwesend, weil nicht ausgewiesen – unterschreiben mussten, dass sie die Baustoffe stiften. Hassan Bey setzte als Bauleute viele Zwangsarbeiter ein, eine im Osmanischen Reich übliche Praxis, die in Schichten Tag und Nacht arbeiteten, um den Bau schnell voranzutreiben.

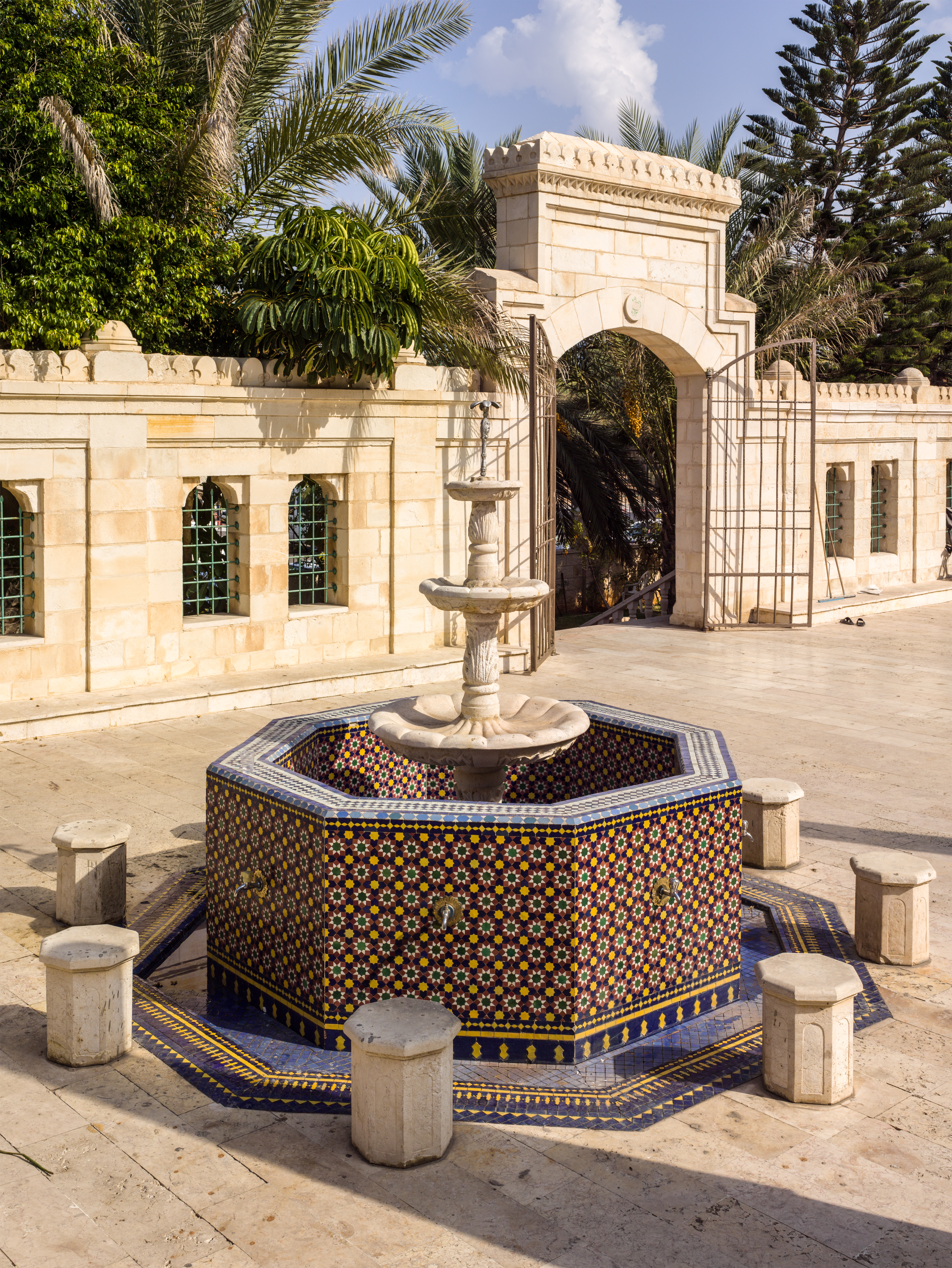
Wudūʾ-Brunnen mit Tor zur Moscheeanlage und Mauer, überragt von Palmen im Grünstreifen rundherum, 2013

Osmanische Soldaten zwangsverpflichteten dazu junge Männer, Christen, Muslime und Juden, diese vor allem aus Kerem ha-Teimanim am Nordende Manschiyyas. Kerem ha-Teimanims Einwohner, meist Juden aus dem Jemen und als solche osmanische Untertanen, hatten bleiben dürfen, als Hassan Bey am 17. Dezember 1914 feindliche Ausländer aus der Stadt gewiesen hatte.:68 Die Bedingungen waren hart und Arbeitsunfälle häufig. Noch bevor die Moschee vollendet war, trat am 19. Mai 1916 Schukri Bey an die Stelle Hassan Beys als Militärgouverneur,:70:75 der ja für seine Härte gegen Zivilisten berüchtigt geworden war.:74 Die Moschee im Rohbau harrte ihrer Vollendung. Noch lange Jahre lehnten die meisten Jaffaner die Moschee ab, die durch Zwangsarbeit unter unsäglichen Bedingungen erbaut worden war. Am 16. November 1917 nahmen britische Streitkräfte Jaffa ein.

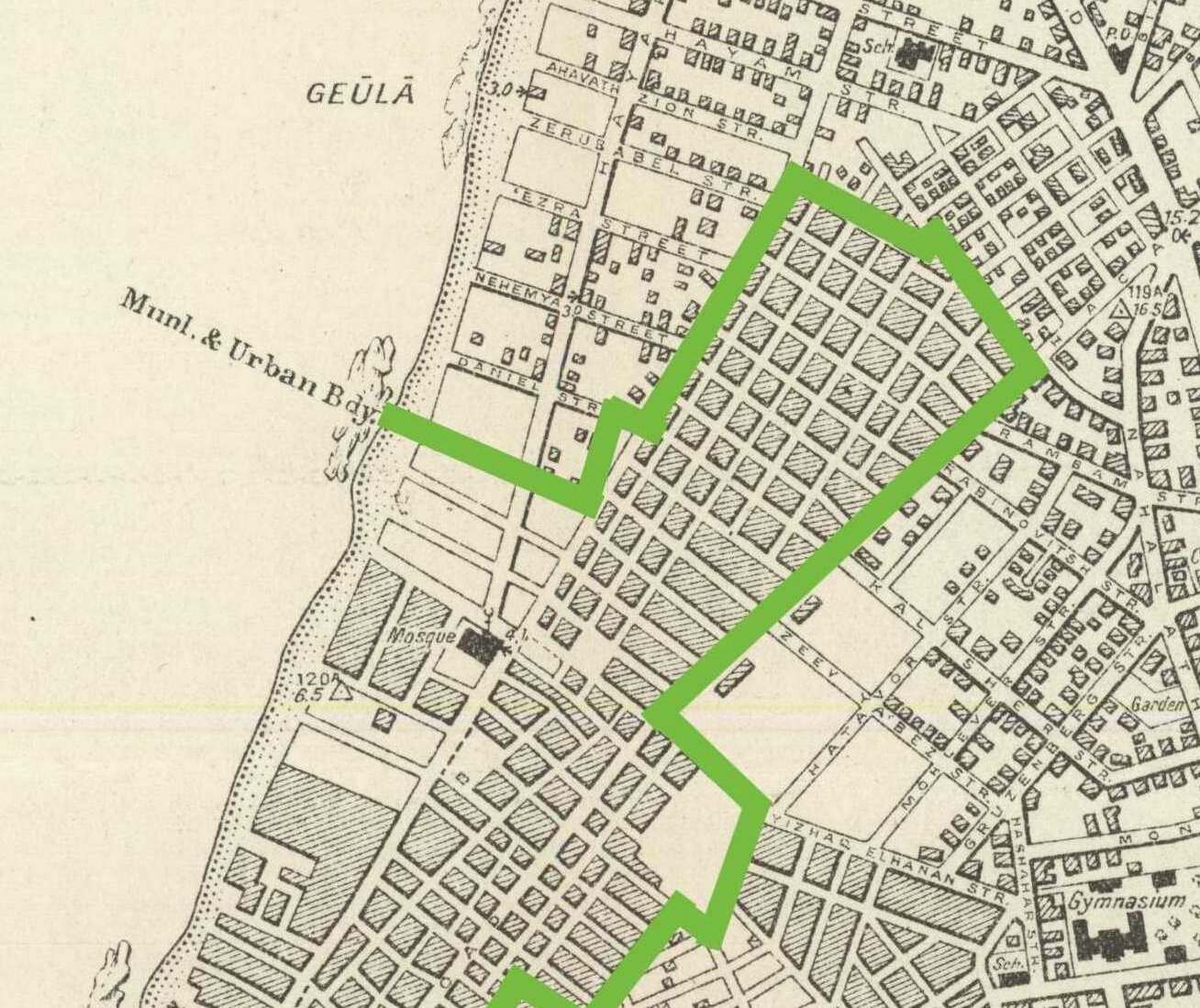
Hassan-Bek-Moschee in Manschiyya entlang der grün hervorgehobenen Grenze 3-seitig von Tel Aviv umgeben, dessen Zentrum gleich östlich anschließt, Ausschnitt einer Karte von 1930

Nach einer nicht genehmigten Demonstration zum Ersten Mai 1921 führte am Rande von deren polizeilicher Auflösung ein antisemitischer Mob die Unruhen von Jaffa herbei, die die städtische Polizei nicht ernsthaft wehrte, sondern sich teils daran beteiligte. Daraufhin gewährte die britische Mandatsmacht Jaffas Vorstadt Tel Aviv den Status innerer Autonomie als Township mit eigener Polizei im Rahmen des Stadtverbandes Jaffa. Im Juni 1923 gliederte die Mandatsmacht weitere überwiegend von Juden bewohnte Vorstädte Jaffas ins Township Tel Aviv um, dadurch wurden Manschiyyas Grenzen im Norden, Osten und Südosten zugleich die Scheidelinie zu Tel Aviv.:61
Im Jahre 1921 richtete die britische Mandatsmacht den Obersten Muslimischen Rat als islamische Religionsbehörde des Landes Palästina (hebr. Eretz Israel/ar. Falasṭīn) ein und unterstellte ihm die bislang unabhängig verwalteten Awqaf (Plural von Waqf). Der Oberste Muslimische Rat ergriff auch Partei für den aufkeimenden arabischen Nationalismus, weshalb sein Augenmerk auf die Hassan-Bek-Moschee fiel, die der Rat nicht mehr nur als Gebetsstätte, sondern als Vorposten arabischer Selbstbestimmung in Sichtweite des jüdischen Tel Avivs ansah.
Der Rat finanzierte die Fertigstellung der Hassan-Bek-Moschee, insbesondere die Ausschmückung fehlte noch, die Bauingenieur Darwisch Abu al-ʿAfiya (درويش أبو العافية, DMG Darwīš Abū l-ʿĀfiyya), Jaffas Stadtbaudirektor, bis Ende 1923 abschloss. Der Rat versuchte Einwohner Manschiyyas mit muslimisch-religiösen und nationalistischen Aktivitäten anzusprechen im Rahmen der Gemeindearbeit, die er finanzierte. Parallel dazu vollzog sich die Bebauung Manschiyyas ab Mitte der 1920er und vor allem in den 1930er Jahren überwiegend durch arabische christliche und muslimische Angehörige der neuen Mittelschichten aus Beamten und Freiberuflern.

### Moschee in den 1930er und 1940er Jahren
Im Jahre 1935 wurde die Gesamtanlage der Moschee mit einer Steinmauer eingehegt und der Hof gepflastert, wobei Anlagen zur rituellen Reinigung errichtet wurden. In den Jahren 1936/1937, zu Beginn des am 19. Mai 1936 in Jaffa begonnenen Arabischen Aufstands (1936–1939) gegen britische Mandatsmacht und jüdische Palästinenser,:196 nutzten Scharfschützen die Scherefe des Minaretts als Hochsitz, um von dort Passanten in Tel Aviv zu erschießen. Das hoch aufragende Minarett war gefürchtet in den für die Scharfschützen einsehbaren Straßen Tel Avivs, wie dem Rechov ha-Jarqon, Teilen des Rechov Allenby. In ungedeckten Straßenabschnitten warnten Schilder die Passanten: ‹Der Feind sieht Sie! Wenn Sie weitergehen – wird auf Sie geschossen›.
Auch anderswo in Jaffa kam es zu Attacken Aufständischer, dort gegen britische Ordnungskräfte, deren Ausgangsort und Deckung für ihre Scharfschützen bildete Jaffas kleinteilig bebaute und schwer durchdringbare Altstadt, weshalb die Ordnungsmacht schließlich beschloss, nach wenigen Stunden der Vorwarnung, am 18. Juni 1936 zur Pazifikation drei Schneisen durch die Altstadt zu schlagen (Operation Anchor), wobei etwa 20 % des Baubestands der Altstadt gesprengt und in den folgenden Tagen geräumt wurden. Auch shanty towns armer arabischer Migranten am südöstlichen Stadtrand, aus denen heraus Gewalttäter agierten, wurden geschleift. Durch beide Maßnahmen wurden etwa 6'000 Personen obdachlos und später in einfachen neuen Häusern, die die Mandatsmacht eigens errichten ließ, untergebracht. Auch für Manschiyya erwog ein britisches Komitee eine Sicherheitsschneise freizusprengen und mit kontrollierten Tordurchlässen dann gen Tel Aviv abzuzäunen, wozu es aber nicht kam.
Seit Verschärfung arabischer Feindseligkeiten gegen Juden nach Ende des Zweiten Weltkriegs waren etwa 15'000 von 28'000 jüdischen Jaffanern – bei einer Bevölkerung von insgesamt 94'000 Personen – aus der Stadt geflohen, es blieben hauptsächlich jene, die in vorwiegend von Juden bewohnten Vierteln lebten. Für die auf Beschluss der UNO vom 29. November 1947 im Mai 1948 vorzunehmende Teilung des Mandatsgebiets in einen Staat für Juden und einen für nichtjüdische Araber – jeweils mit Minderheitenschutz – kündigten benachbarte Staaten – sämtlich Mitglieder der Arabischen Liga – die Invasionen ihrer Streitkräfte an, um die Gründung Israels militärisch zu unterbinden bzw. rückgängig zu machen. In Erwartung dieses angekündigten Krieges verließen vor allem solche nichtjüdischen Araber mit verwandtschaftlichen Verbindungen ins Ausland oder die ihren Aufenthalt außer Landes selbst finanzieren konnten, zahlenmäßig etwa 20'000 der über 80'000 verbliebenen Jaffaner, Palästina auf Zeit,:95 bis sie nach einem erhofften arabischen Sieg zurückkehren könnten.
Im Vorlauf des Einmarsches der Streitkräfte arabischer Nachbarstaaten mühten sich die Parteien im Lande – einerseits antizionistische überwiegend nichtjüdische und zionistische überwiegend jüdische Palästinenser andererseits – darum, auch mit Gewalt Positionen und Posten einzunehmen bzw. zu halten, die im bevorstehenden Krieg strategisch wichtig erschienen, was sich zum Palästinensischen Bürgerkrieg auswuchs. Ab Dezember 1947 sickerte die aus Freiwilligen gebildete irreguläre Arabische Befreiungsarmee, finanziert durch die Arabische Liga, ins Mandatsgebiet Palästina ein, davon 200 in Jaffa, und beteiligte sich am Bürgerkrieg.

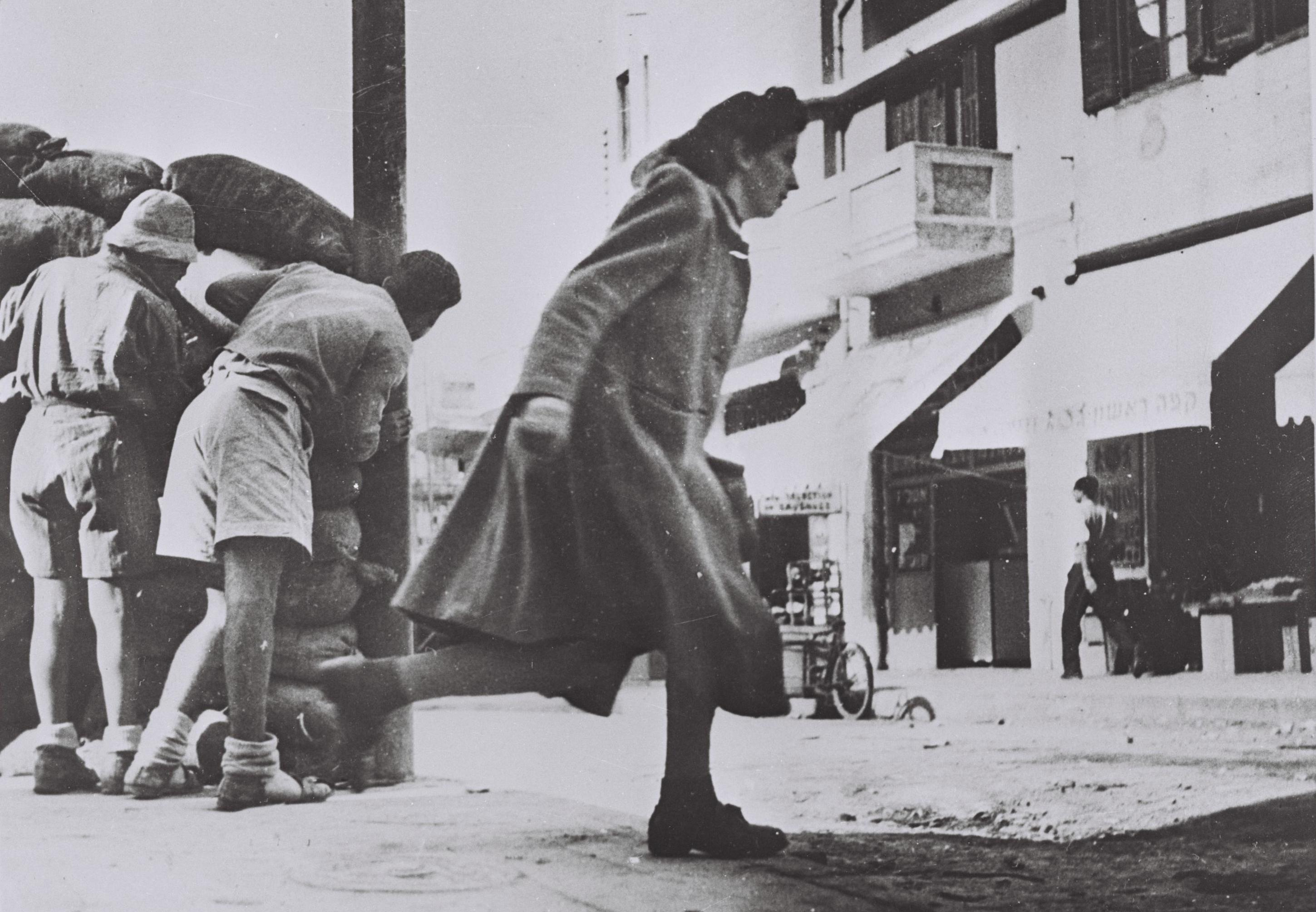
Tel Avivis am Carmel-Markt suchen eilend oder in Deckung Schüssen der Scharfschützen vom Minarett zu entgehen, 25. Februar 1948

Ab Dezember 1947 wurde das Grenzgebiet zwischen Manschiyya und Tel Aviv Kriegszone der verfeindeten Parteien, bis Irgunisten am 28. April 1948 Manschiyya einnahmen. Dabei nutzten antizionistische Scharfschützen das Minarett wieder wie einen Hochsitz, von wo aus sie den Carmel-Markt gut beschießen konnten.:257 Rund 1'200 Schüsse und knapp 160 getroffene Menschen (Verwundete und Getötete) zählte die Irgun. Als nach zweitägigen Kämpfen um Manschiyya, derweil verbliebene Einwohner Manschiyya verließen, das Viertel eingenommen war, setzte eine Irgun-Einheit im Einsatz dazu an, die Hassan-Bek-Moschee zu sprengen, wie sich Joseph Nachmias (יוֹסֵף נְחְמִיאָס, 1912–2008), einst Mitglied besagter Einheit, erinnert. Aber Menachem Begin, damals Oberbefehlshaber der Irgun, verhinderte die Sprengung.
Bis Ende März 1948 verließen etwa weitere 20'000 arabische Christen und Muslime Jaffa vor allem ins Ausland, während der Kämpfe um Jaffa bis Ende April flohen noch einmal um die 34'000 Jaffaner verschiedener Religion, Nichtjuden über See und Juden nach Tel Aviv. Eine Intervention der im Abzug befindlichen britischen Mandatsmacht stoppte das Vordringen der Irgun in die Altstadt Jaffas hinein.:258 Die Zeit bis zum Abzug der Briten Mitte Mai nutzten weitere Einwohner Jaffas zur Flucht.
Den Krieg um Israels Unabhängigkeit eröffnete die jordanische Arabische Legion am 13. Mai in Kfar Etzion.:258 Am gleichen Tag, unmittelbar nach Abmarsch der letzten britischen Streitkräfte aus Jaffa, ergaben sich die arabischen Verteidiger der Übermacht von Hagannah und Irgun.:258:17 Am 14. Mai 1948, Stunden vor Ablauf des britischen Mandats um Mitternacht und dem Abzug der letzten britischen Einheiten via Haifa, erklärte Israel im bereits geräumten Tel Aviv seine Unabhängigkeit. Israelische Behörden zählten nach Einnahme Jaffas etwa 4'000 verbliebene Nichtjuden,:101:17 während Jaffas jüdische Flüchtlinge aus ihren Notunterkünften andernorts im Lande zurückkehrten, soweit sie ihre verlassenen Heime noch bewohnbar vorfanden.

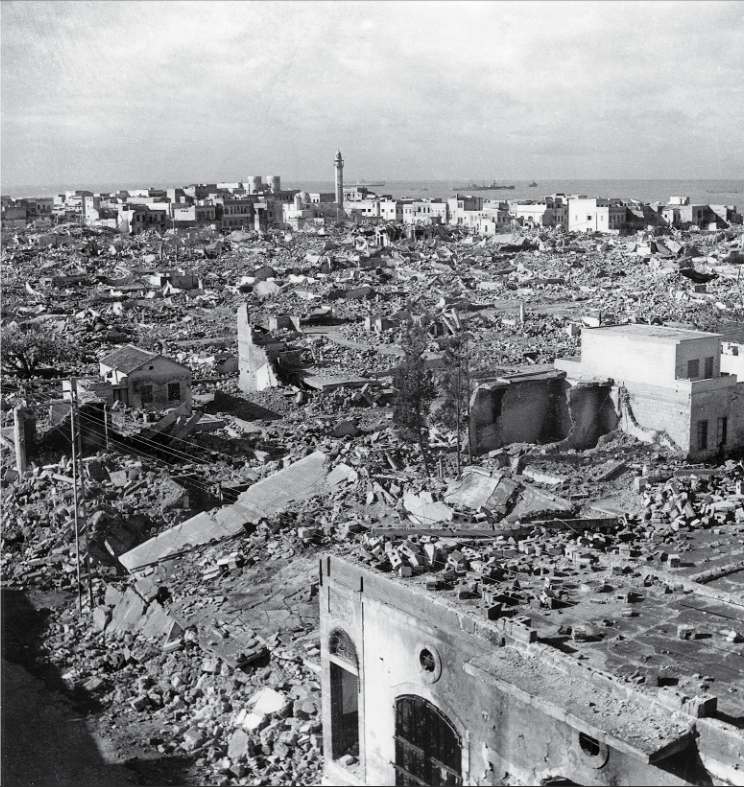
Zerstörte Bauten zwischen Tel Aviv und der Moschee, Dezember 1948

### Moscheebau in staatlichem Gewahrsam

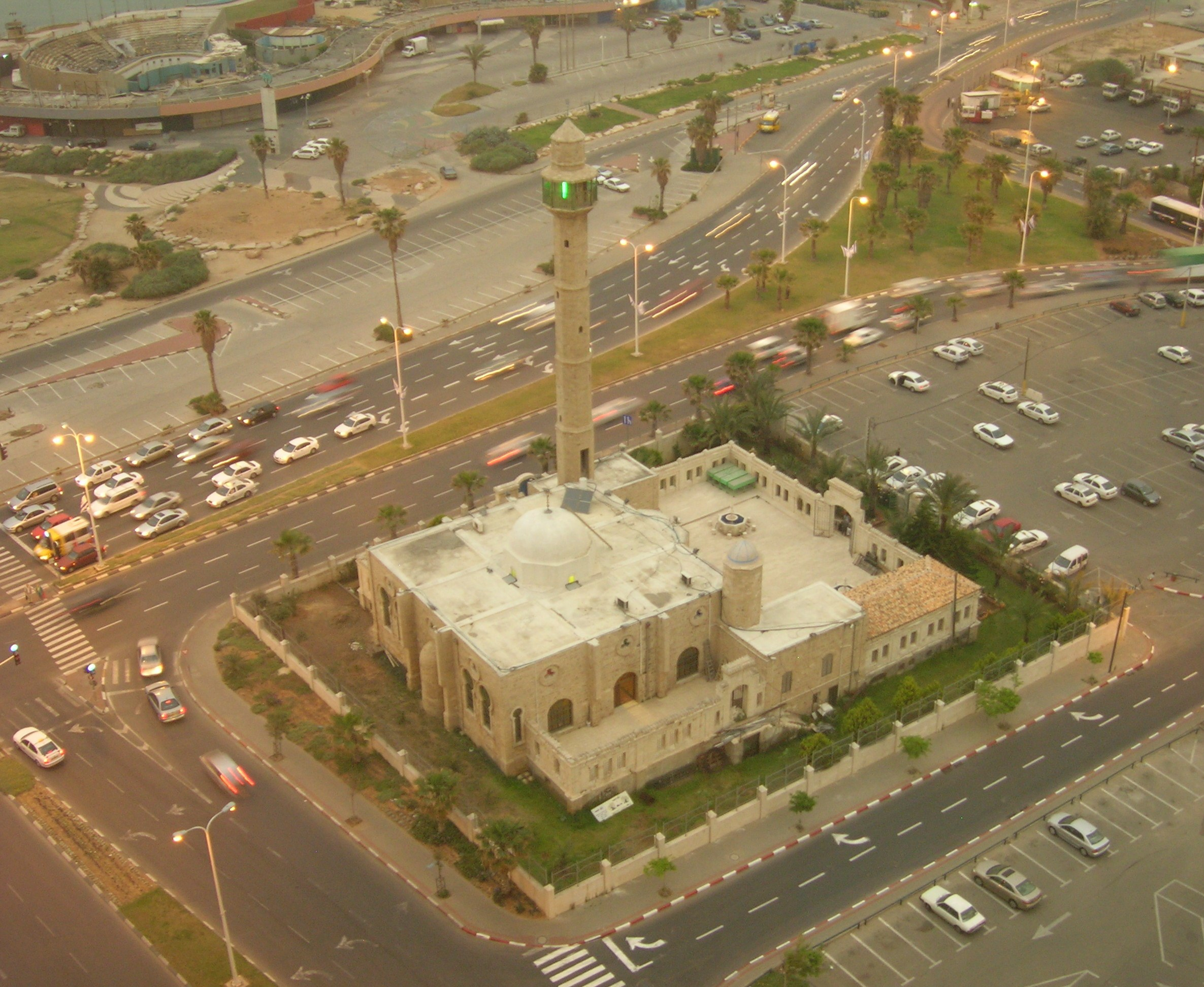
Moscheekomplex aus der Luft mit nördlichem und südöstlichem Hof, am Bildrand oben das frühere Delphinarium, 2007

Nach Ende des Krieges um Israels Unabhängigkeit 1949 stand die Moschee verlassen und begann zu verfallen, wie viele im Krieg beschädigte Wohnhäuser. Den Gewahrsam an Vermögen Geflüchteter, die ihre zurückgelassene Habe nicht wieder in Besitz nahmen bzw. nehmen konnten, übernahm der israelische staatliche Treuhänder über das zurückgelassene Vermögen. Mit dem Gesetz über die Habe Abwesender, am 20. März 1950 beschlossen, wechselte die Amtsbezeichnung zu Treuhänder für Habe Abwesender. Das Ministerium für Aufnahme von Immigranten wies jüdische Araber, geflohen oder vertrieben aus ihren muslimischen Heimatländern, in bewohnbare verlassene Häuser Manschiyyas und ganz Jaffas ein.
Am 18. Mai 1949 wurde Manschiyya und weitere nordöstliche Vororte von Jaffa nach Tel Aviv umgemeindet, das übrige Jaffa wurde am 25. April 1950 Tel Aviv eingegliedert. Am 28. Juni 1950 beschloss das israelische Kabinett gegen den Willen David Ben Gurions, der den Namen Jaffa favorisierte, und des Stadtrates, der Tel Aviv vorzog, die vereinte Stadt offiziell in Tel Aviv-Jaffa umzubenennen.:248 Obwohl vielerorts noch Nutznießer der Awqaf vor Ort waren, zählte die Gesetzespraxis die Vermögen muslimischer Awqaf im Gebiet Israels zur Habe Abwesender, da die zuständige Oberaufsicht, der Oberste Muslimische Rat, in Ost-Jerusalem seinen Sitz außerhalb Israels hatte. Die dortigen neuen jordanischen Herren lösten den Obersten Rat 1951 auf. Aus staatlichem Gewahrsam durfte der Treuhänder laut Gesetz Liegenschaften nur an den Jüdischen Nationalfonds oder an die Entwicklungsbehörde der Verwaltung der Böden Israels übertragen. In Jaffa allein gehörte vor 1948 ein Drittel aller Gewerbeimmobilien muslimischen Awqaf, allein kirchliche Awqaf blieben unangetastet.
Per Gesetz vom 2. Februar 1965 entzog die Knesseth dem Treuhänder für Habe Abwesender die Vermögen der Awqaf mit muslimisch mildtätiger, muslimisch edukativer oder muslimisch religiöser Zweckbestimmung und übertrug sie je einem Muslimischen Lokalkomitee in Sachen des Muslimischen Waqfs, die alle dem Allgemeinen Muslimischen Rat in Israel unterstehen. In Tel Aviv umging die Regierung diese Regelung – wie in weiteren Orten auch – und das Ministerium für Dienstleistungen zur Religionsausübung ernannte Treuhänderausschüsse (וַעֲדֵי הַנֶּאֱמָנִים waʿadej ha-neʾemanīm, deutsch ‚Ausschüsse der Treuhänder‘) und besetzte sie mit ausgesuchten muslimischen Israelis als Treuhänder (arabisch متولي, DMG mutawallī), die sich der Veräußerung von Waqf-Vermögen für Zwecke öffentlicher Entwicklungspläne und Bauplanungen meist nicht in den Weg stellten. Der Treuhänderausschuss für die Awqaf auf dem Gebiet Tel Aviv-Jaffas wurde am 23. November 1967 ins Amt eingeführt.

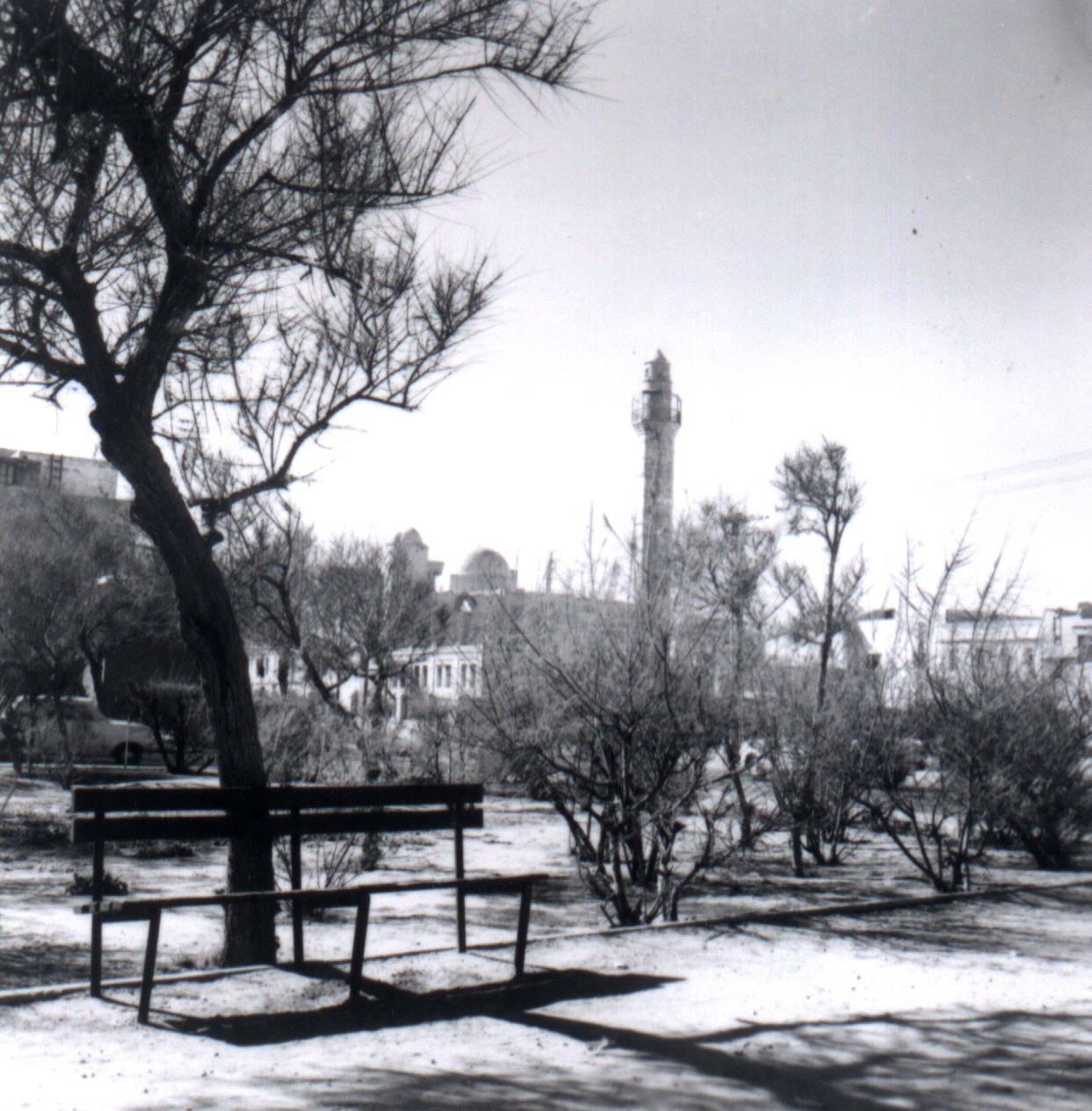
Blick 1966 südwestwärts durch das noch teilweise bebaute Manschiyya zur Moschee

Im Zuge der oft schwierigen beruflichen und schmerzhaften gesellschaftlichen Integration vieler aus arabischen Ländern Geflüchteter konnten diese sich eigene Neubauwohnungen kaufen und verließen die Quartiere, in die sie bei Ankunft im Lande eingewiesen worden waren.:295 Neue Stadtplanungen 1954 und 1968 bezogen Manschiyya ein, ohne je umgesetzt worden zu sein. Derweil folgte der sukzessive Abriss alter Stadtviertel wie Manschiyyas ab den 1960er bis in die 1980er Jahre.:249 Die Hassan-Bek-Moschee verfiel und diente Obdachlosen und Drogenhändlern als Unterschlupf.
Den an Stadtplanung interessierten Stadtverordneten Tel Aviv-Jaffas und damit betrauten Mitgliedern im Planungs- und Bauausschuss wie Mitarbeitern des städtischen Bauamts war meist nicht daran gelegen, die verlassene Hassan-Bek-Moschee wieder als solche herzustellen, sondern als unerwünschte Erinnerung an ungeliebte Zeiten völlig umzuwidmen. Plan war – im Rahmen der Neuentwicklung Manschiyyas – in der Hassan-Bek-Moschee ein Touristen- und Vergnügungszentrum einzurichten.
Schmuʾel Toledano, ab 1965 Levi Eschkols Berater in arabischen Angelegenheiten, und Tel Avivs Vizebürgermeister Jehoschuʿa Rabinowitz gewannen Gerschon 'Gigi' Peres dafür, den Versuch zu unternehmen, den Treuhänderausschuss zur Verpachtung der ruinösen Moschee an sein Immobilienunternehmen Etgar (אֶתְגָּר) zu bewegen. Treuhänder, die nicht zustimmen wollten, wurden Angebote gemacht, dafür an anderer Stelle etwas nachgegeben, was die Einigung zu einem Fojleschtiq (hebräisch פוֹיְלֶשְׁטִיק ‚faules Stück‘, bzw. ‚eine Sache, an der etwas faul ist‘) machte, weshalb der delikate Vertrag nicht öffentlich gemacht wurde. Der 1971 geschlossene Pachtvertrag über 49 Jahre nahm Minarett und eine darunter gelegene Halle (vermutlich den westlichen Nordflügel) als religiös gewidmete Räume von profaner Nutzung aus und sah Renovierung und Umbau auf Kosten der Firma Etgar vor, die angesichts dieses Aufwands nur eine symbolische Pacht zahlen sollte. Doch Gerüchte kursierten und schließlich reichte einer der beteiligten Treuhänder, dem die Sache keine Ruhe ließ, beim Bezirksgericht Tel Aviv eine Klage auf Feststellung der Legalität des Pachtvertrags ein, wie der Maʿarīv (מַעֲרִיב) am 31. August 1973 berichtete.:1043
Die Klagepartei brachte vor, die eingesetzten Treuhänder erfüllten nicht die Interessen der in den Urkunden dokumentierten Stifter, sondern agierten im Sinne des ernennenden Ministeriums, was man auch an der sehr niedrigen Pacht und der eigenwilligen Definition allein von Minarett und Halle darunter als res sacra erkenne. Das Bezirksgericht folgte aber der Verteidigung, sogar im Argument die Moscheeanlage habe abgesehen von Minarett und besagter Halle überwiegend keinem religiösen Zweck gedient. Peres erklärte die niedrige Pacht mit dem ruinösen Zustand und dem Wertzuwachs, der durch die Renovierung auf Kosten der Etgar dem Waqf entstehe. Allerdings sah der Vertrag für die Pächterin Etgar die Option vor, die Moschee nach Ablauf der Vertragszeit zu kaufen, was das Gesetz für Awqaf aber verbot.
Eine Gruppe muslimischer Enthusiasten angeführt von ʿAbd al-Badawi Kabub (عبد البدوى كبوب) aus Jaffa, Mitglied der Bus-Genossenschaft Dan, protestierten gegen den Umgang mit und die Vorgänge um die Moschee.:1044 Kurz nach Schlomoh Lahats Wahl zum Bürgermeister Tel Aviv-Jaffas 1974 gründete Kabub mit anderen den Verein Islamischer Wohltätiger Zwecke. Am 26. Oktober 1975 meldete Tel Avivs stellvertretender Bürgermeister Jigʾal Grippel in Ha'Aretz הָאָרֶץ, die Stadtregierung lehne die Umnutzung der Moschee ab. Kabub gewann inzwischen den stellvertretenden Ministerialdirektor im Religionsministerium für seine Pläne, welches schließlich sechs führende muslimische Richter berief, den Fall der Pacht zu verhandeln, die sie schließlich per Fatwa verwarfen. Daraufhin beschied David Glass, Ministerialdirektor im Religionsministerium, die Stadt über die Fatwa, der nach das Ministerium der Umnutzung der Moschee widerspreche.
Nach einer baulichen Untersuchung 1978 legte die Stadt einen Bericht zum beklagenswerten Zustand des Moscheebaus vor, die – da ungenutzt und unbewacht – nicht nur verfallen und vermüllt sei, sondern deren irgend abbaubare Ausstattung von Wiedergebrauchswert (sanitäre Einrichtungen, Fenster und Türen, Wand- und Bodenfliesen) durch Diebe weitgehend demontiert worden war. Kabubs Initiative trieb weiter erfolgreich Lobbying und unterstützte die politische Karriere von Jiggaʾel Hurwitz. Hurwitz erreichte als Minister 1978 die Neubesetzung des Treuhänderausschusses für die Awqaf Jaffas mit Kabub und weiteren Mitgliedern seiner Initiative. Die neuen Treuhänder verhandelten von 1978 bis 1981 mit dem Rathaus um die Zukunft der Moschee, bis der Bau- und Planungsausschuss des Stadtrats Tel Aviv-Jaffas am 21. Oktober 1981 Peres’ Antrag auf Umnutzung zustimmte.

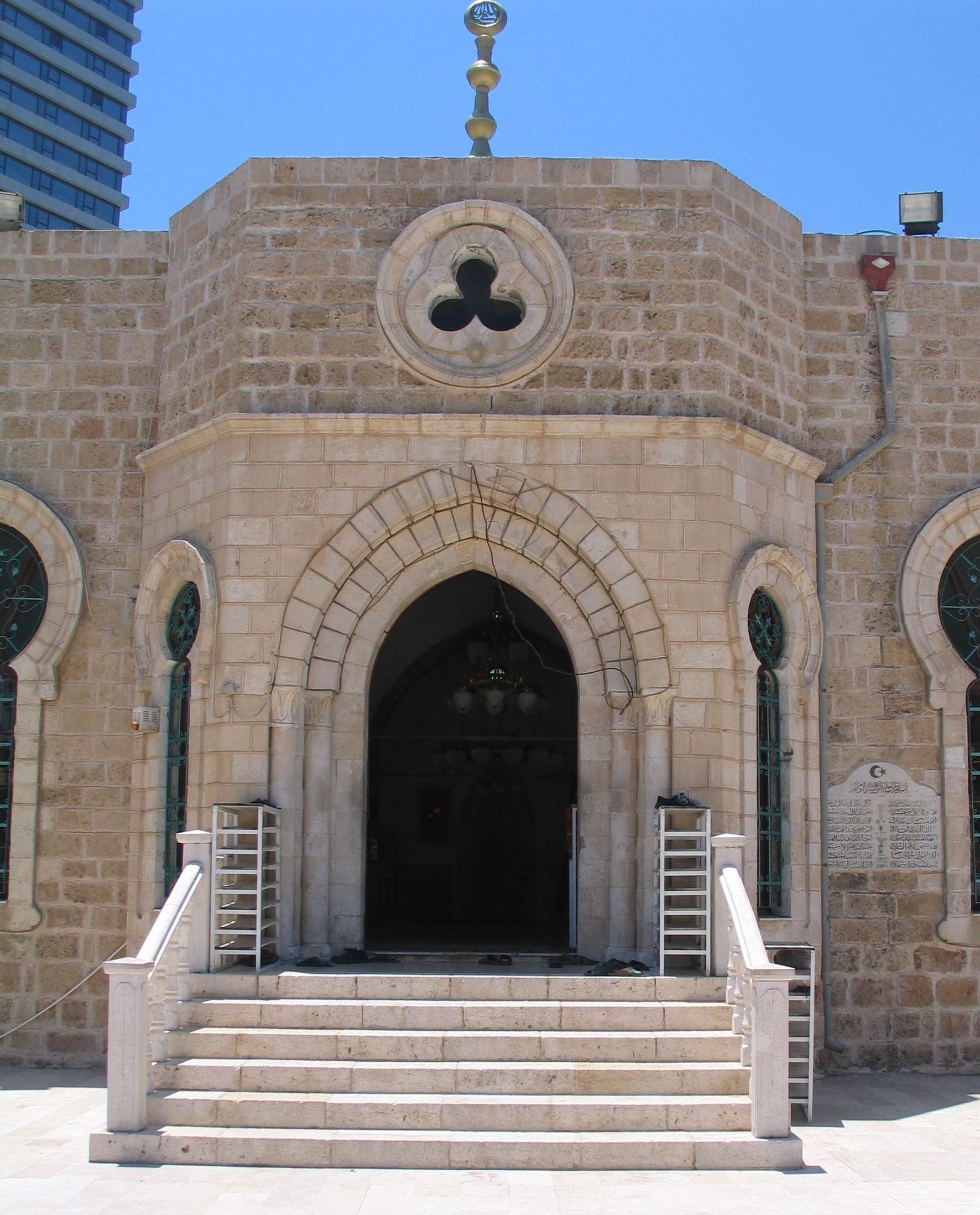
Portal im Mittelrisalit mit Stiftungstafel rechts, 2012

Die Idee, die Hassan-Bek-Moschee profan umzunutzen, verärgerte viele Muslime der Stadt, und Gruppen wie die vorwiegend jüdische Bürgerrechtsinitiative Jaffa Schöne der Meere, der arabisch-nationalistische vorwiegend christliche Verein zur Pflege der Angelegenheiten der Araber Jaffas (kurz: Rābiṭa) und Kabubs muslimischer Wohltätigkeitsverein protestierten zusammen. Die Entwicklung löste eine öffentliche Debatte über Zweckentfremdungen der Awqaf aus. Diese Proteste riefen den Juristen und Bankenberater Ernst Nebenzahl (* 1907 in Frankfurt am Main), 1981 Israels Staatskontrolleur, auf den Plan, der den Pachtvertrag für nichtig erklärte, weil er die Option zum Erwerb nach Ende der Pachtzeit enthielt. Für Freitag, den 2. November 1981 rief Kabubs Initiative zum Gebet an der Moschee, wozu Kabub auch Lahat einlud. Finanzminister Hurwitz entzog noch im Laufe des 2. Novembers der Stadt Tel Aviv die Zuständigkeit für die Moscheeanlage, womit alle Planungen zur Umnutzung hinfällig waren. 2'000 Betende kamen, darunter auch Radikale, die Lahats Teilnahme ablehnten und zum Dschihad aufriefen.
120 Meter nordwestlich der Moschee hatte 1980 das Dolphinarium eröffnet, das mangels Rentabilität nur bis 1985 und noch einmal zwischen 1990 und 1993 als Delphinarium betrieben wurde, zwischendrin und danach jedoch mehr oder minder erfolgreich als Veranstaltungs- und Geschäftslokalität vermarktet wurde. Am 2. April 1983 stürzte das baufällige Minarett ein,:32 zu dieser Zeit waren mit Ausnahme der Mittelkuppel sämtliche Dachflächen in Folge Verfalls ebenfalls schon eingestürzt. Die vor allem von arabischen jungen christlichen Akademikern getragene Rābiṭa besorgte mit stillschweigendem Einverständnis der Stadtverwaltung den Wiederaufbau in Stahlbetonbauweise mit Natursteinverkleidung mit einer Höhe von 30 Metern, ungenehmigterweise zwei mehr als ursprünglich. Die städtischen Behörden haben aber bislang Gebetsrufe vom Minarett aus nicht genehmigt. Im Juli 1985 warfen Unbekannte Granaten auf die Moschee.

### Moschee ab 1985 in Waqf-Treuhandschaft
Kurz nach Fertigstellung des Minaretts 1985 übertrug der Treuhänder für Habe Abwesender die Moschee an den neu besetzten Treuhänderausschuss unter Kabubs Vorsitz. Damit waren die meist christlichen Rābiṭa-Mitglieder als nationalistische arabische Aktivisten vom Projekt der Wiederherstellung der Moschee ausgeschlossen. Wie durch ein damals neues Gesetz vorgesehen, wählen die Muslime Jaffas, die sich an der Abstimmung beteiligen, seit 1988 alle vier Jahre ihr Selbstverwaltungsgremium als religiöse Gemeinde, den Muslimischen Rat Jaffa. Seit 1988 betreuen Rat – für die eigentliche Nutzung – und Treuhänderausschuss – für Erhalt und Unterhalt – die Moschee gemeinsam. Der Muslimische Rat Jaffa sammelte Geld, die Waqf-Behörde Jerusalem, das jordanische Ministerium der Awqaf, Islamischer Angelegenheiten und Heiliger Stätten und die saudische Organisation für Islamische Zusammenarbeit zeigten sich spendabel, und finanzierte so die Renovierung der Moschee. Die Moschee wurde 1988 provisorisch wiedereröffnet, wobei die Renovierungen erst 1994 abgeschlossen waren.:136

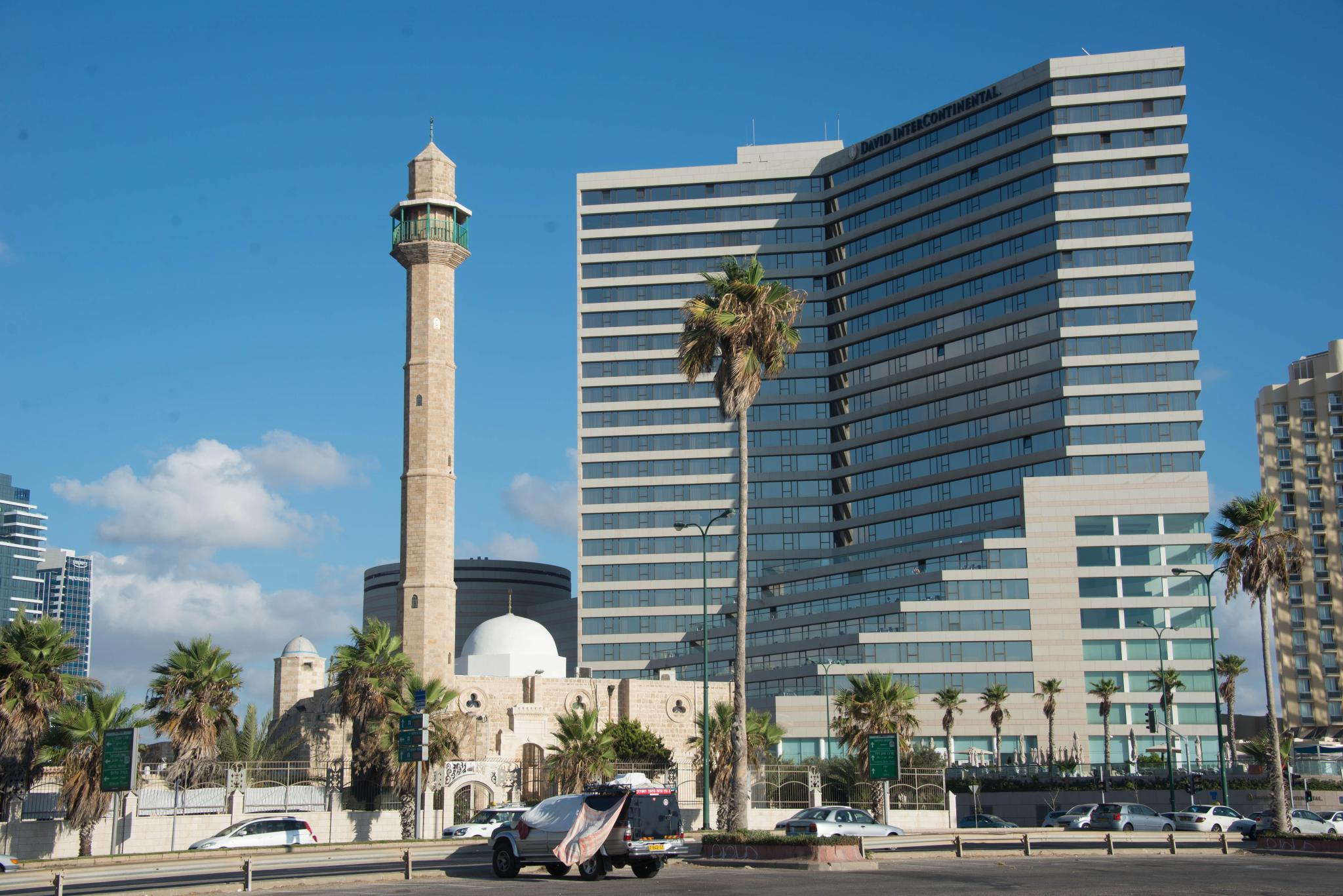
Blick ostwärts auf Moschee und Hotel David InterContinental, 2014

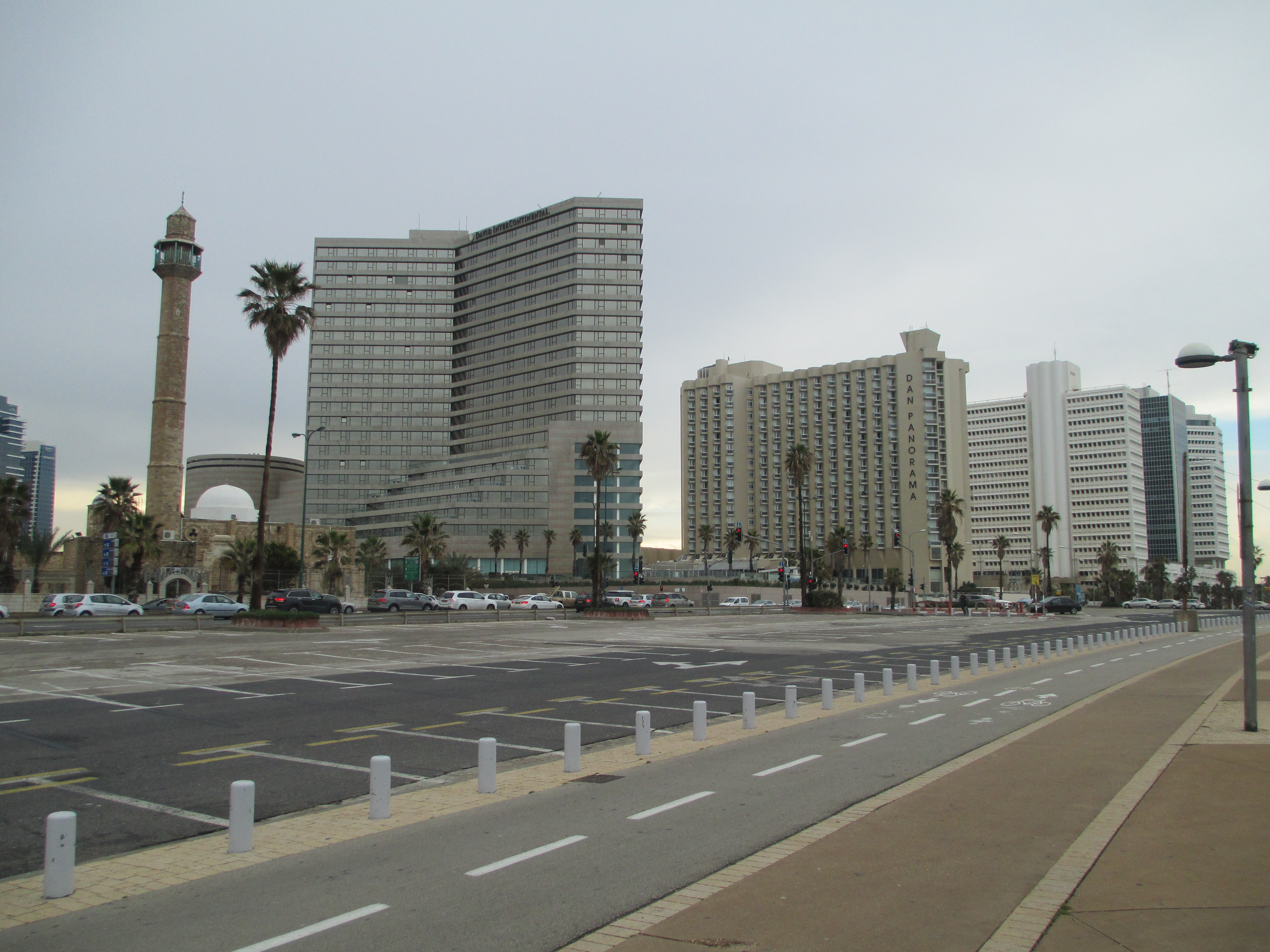
Skyline neuer Hotel- und Bürobauten südwärts den Rechov Jechezqʾel Koifman entlang, 2016

Inzwischen waren erste Bauten im Zuge der neuen Stadtplanung entstanden, so 1986 das Panorama Hotel der Gruppe Dan Hotels 200 Meter südlich der Moschee. Im Jahre 1999 eröffnete knapp 100 Meter südlich der Moschee das Hotel David InterContinental der InterContinental Group.:83 Die osmanische Bauart der Moschee kontrastiert klar mit den modernen vielgeschossigen Büro- und Hotelbauten Manschiyyas, die seit den 1980er Jahren entstanden vor allem entlang dem Rechov Jechezqʾel Koifman (רְחוֹב יְחֶזְקֵאל קוֹיְפְמַן). Auch in Nachbarschaft dieser moderner Bebauung, die sich peu à peu verdichtet, wahrt die Hassan-Bek-Moschee ihre angenehme und beeindruckende Erscheinung.
An Schabbat, den 2. Juni 2001, dem Tag nach dem – im Zuge der al-ʿAqṣā Intifaḍa verübten – Mord an 21 Nachtschwärmern vor der Dolphi Disko (דּוֹלְפִי דִּיסְקוֹ, Diskothek im Bau des Dolphinariums) mit über 120 weiteren Verwundeten durch einen Suizidattentäter verbreitete sich das Gerücht, der Mörder habe vor der Tat in der Hassan-Bek-Moschee Zuspruch gefunden. Vorwiegend jüdische säkulare Jugendliche sammelten sich an der Moschee, äußerten ihre Empörung über den Mord an ihresgleichen, wie über so viele weitere Gewaltakte im Zuge der Intifada. Sie umschlossen die Moscheeanlage schließlich und aus der Deckung der Menge mehrerer Hundert Personen bewarfen einzelne Demonstranten den Bau.:40seq. Die Polizei hatte ihr Tun, die Demonstranten am Betreten der Anlage zu hindern, wobei 60 Personen verletzt wurden, davon elf Polizisten und 49 Demonstranten, während einige Moscheegänger auf dem Gelände eingeschlossen waren.:40seq.
In der al-ʿAqṣā Intifaḍa überließ der Islamische Rat Jaffas der darin vertretenen Minderheit von Anhängern der Nördlichen Islamischen Bewegung in Israel, nordisraelischer radikaler Zweig der Islamischen Bewegung in Israel (الحركة الإسلامية في إسرائيل), die Gemeindearbeit in der Hassan-Bek-Moschee. Der nördliche Zweig hatte sich 1996 abgespalten im Streit um den Oslo-Prozess und die Beteiligung an den Knessethwahlen, beides lehnten Anhänger der Nördlichen Islamischen Bewegung ab, wohingegen die Hauptströmung, südlicher Zweig genannt, sie befürworten.

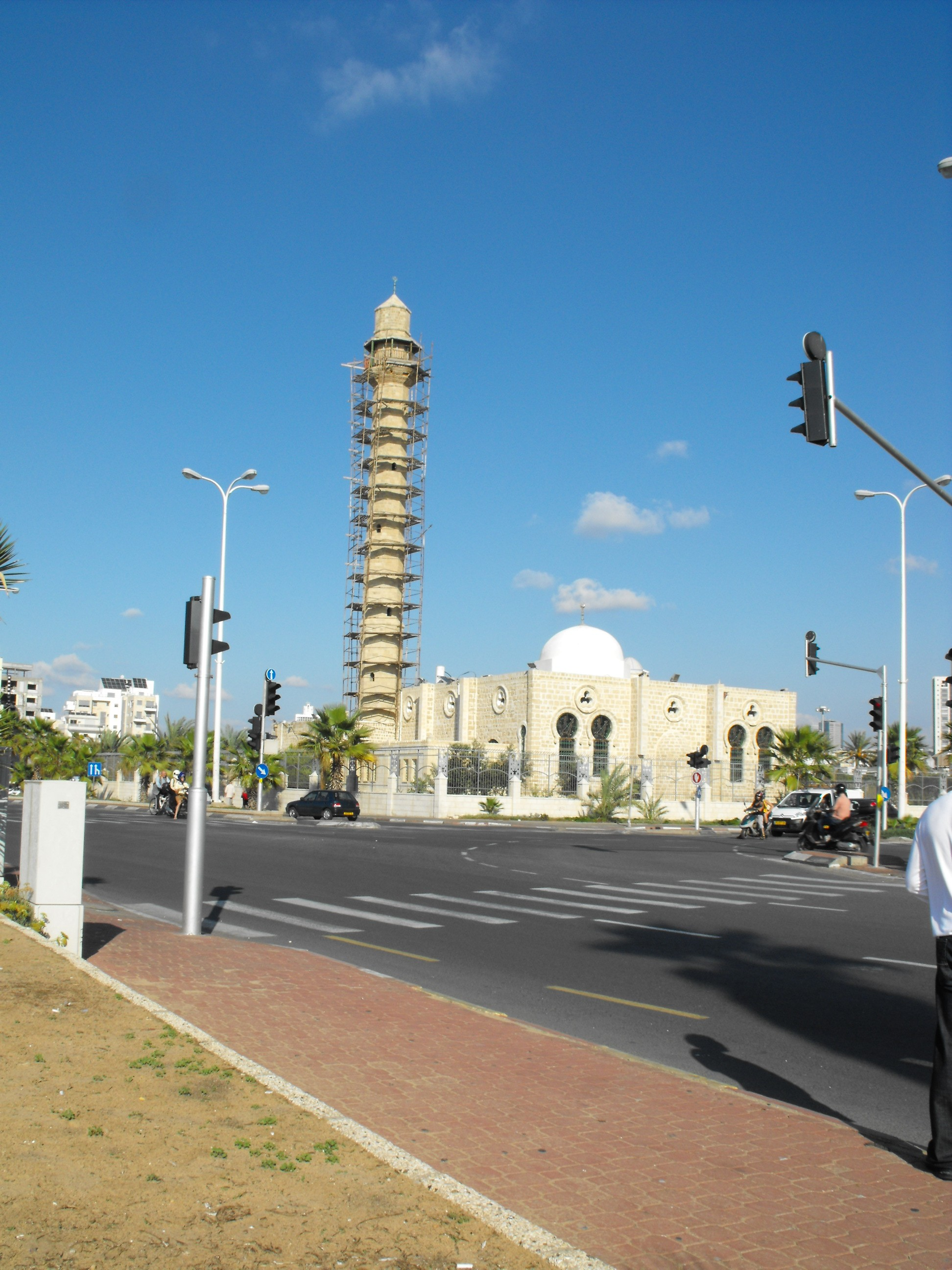
Minarett in Renovierung, 2008

Im August 2005 warf das befreundete Paar Schimʿon Ben Chaim und Victoria Steinman wegen ihres Hasses gegen Araber einen Schweinekopf in den Hof der Moschee. 2007 verübte ein jüdischer Militanter einen Brandanschlag auf die Hassan-Bek-Moschee, konnte aber vom Wachpersonal gestellt werden. Am 3. Mai 2008 brach eine Gruppe jüdischer Militanter in Teile der Moschee ein und verursachten Sachschäden an der Ausstattung. Im frühen 21. Jahrhundert veranlasste der Treuhänderausschuss des Waqfs eine Restaurierung der Moschee. Obwohl nur wenige Muslime in fußläufiger Entfernung wohnen, steht die Moschee täglich Moscheegängern und Besucher offen, die die Gelegenheit auch nutzen.

## Sinnbild im Konflikt um Identitäten
Der Bau der Moschee 1915/1916 in Jaffas nördlichen Vororten, inmitten Manschiyyas, 500 Meter südlich von Kerem ha-Teimanim, 800 Meter entfernt von der damaligen Westgrenze Tel Avivs und 500 Meter nördlich von Neweh Schalom, war für Hassan Bey auch eine Demonstration für den Vorrang des Islams in der Stadt, was die Moschee zu einem Symbol machte. Das Osmanische Reich war ja, als Sultanat und Kalifat eine islamische Cäsaropapie, für welche die Moschee als Symbol stand. Nach Meinung Jusuf Haikals (يوسف هيكل), 1945 bis 1948 Bürgermeister Jaffas, war der Zweck des Baus, Tel Avivs territorialer Expansion entgegenzuwirken, was im Bereich Manschiyyas auch gelang.:74 Für Jaffaner und Tel Avivis war die Moschee in unbebautem Gebiet ein Kuriosum, ein Minarett an sich aber Normalität angesichts der vielen Muslime im Lande. In Tel Aviv gab es bis Mitte der 1920er Jahre gar keinen herausgehobenen Sakralbau.
Mit der Verselbständigung Tel Avivs ab 1921, das bis dahin ja ein Vorort Jaffas gewesen war, und der Umgemeindung einiger weiterer Vororte Jaffas nach Tel Aviv im Juni 1923, wurde dieses als aufstrebendes Städtchen moderner Prägung manifest, im Selbstverständnis ein Gegenmodell zu Jaffa, auch als sicherer Hafen für jüdische Jaffaner, die nach Judenhatzen 1921, 1929, 1936:197 und nach 1945 ihre Heime in Jaffa verließen, um im fast nur von Juden bewohnten Tel Aviv Zuflucht zu finden. Tel Aviv war auch im Zionismus das umstrittene, aber im Eigenverständnis selbstbewusste Gegenmodell zum zionistisch favorisierten Ansatz eines Zurück-zu-agrarischen-Ursprüngen.
Der neue Oberste Muslimische Rat, islamische Religionsbehörde des Landes Palästina (hebr. Eretz Israel/ar. Filasṭin), übernahm in eben jenem Jahre 1923 den Weiterbau der unvollendeten Hassan-Bek-Moschee in Manschiyya vor allem als Vorposten arabischer Selbstbestimmung in Sichtweite des jüdischen Tel Avivs. Die Siedlungstätigkeit in Manschiyya, das jetzt im Norden, Osten und Südosten an Tel Aviv grenzte, ging in jenen Jahren wirtschaftlicher Krise kaum voran, so hatte die Vollendung der Moschee mehr Symbolwert als praktische Bedeutung. In Tel Aviv entstanden in der zweiten Hälfte der 1920er Jahre zwei zentrale jüdische Gebetshäuser, die aschkenasische Große Synagoge und die sephardische Große Synagoge Stiftszelt, sie waren auch Ausdruck dafür, dass mit der Eingemeindung traditioneller jüdischer Vororte Jaffas im Juni 1923, nämlich Neweh Schaloms und Neweh Zedeqs, das nüchterne, moderne, säkulare Tel Aviv um eine religiöse Dimension erweitert worden war.
Für Tel Avivis wurde die Hassan-Bek-Moschee bzw. ihr Minarett ein gefürchtetes Symbol arabischen Alleinanspruches aufs Land, als im Zuge des Arabischen Aufstands (1936–1939) das Minarett 1936/1937 Scharfschützen als Hochsitz diente, um Menschen in den nahen Straßen Tel Avivs zu erschießen. Solche versuchte und vollendete Morde wiederholten sich Ende der 1940er Jahre. Diese Symbolik führte 1948, nachdem Irgunisten Manschiyya eingenommen hatten, fast zur Sprengung der Moschee, wie Joseph Nachmias sich erinnerte (siehe oben).
Nach Gründung des Staates Israels war die Moschee manchen jüdischen Tel Avivis, auch solchen im Bereich der Stadtentwicklung, ein Dorn im Auge, blieb aber, wie ganz Jaffa, als ungeliebtes Geschenk der Staatsregierung an Tel Aviv hinzugekommenes Stadtgebiet, vernachlässigt. In Erinnerungen damaliger Tel Avivis taucht die Moschee bzw. ihr Minarett immer wieder im Zusammenhang mit den Scharfschützen auf, die von dort aus Passanten erschossen bzw. es versuchten, wodurch diese Gewaltakte ins kollektive Gedächtnis eingingen.
Da von Jaffas Einwohnern, 1945 etwa 94'000 an der Zahl, nach der Flucht bis 1948 nur noch 10'000 Juden, die vor allem in Vierteln Jaffas an der Stadtgrenze zu Tel Aviv wohnten, und 4'000 Muslime und Christen verblieben waren, die nach Staatsgründung – nunmehr als arabische Israelis zusammen erfasst – noch unter Militärrecht im südlichen Vorort Adschami zwangsweise zusammengezogen wurden, lag die Moschee wie ganz Manschiyya von seinen vorigen Bewohnern verlassen. Für die dann in Manschiyya neu eingewiesenen mittellosen jüdisch-arabischen Flüchtlinge, die ab 1948 aus ihren muslimischen Heimatländern geflohen oder ausgewiesen worden waren, war die verlassene Moschee persönlich nicht mit unangenehmen Erinnerungen verbunden. Stadtplaner versuchten inzwischen für eine profane Nutzung der Moschee, mit den Treuhändern des zuständigen Waqfs eine Pachtvereinbarung zu Stande zu bringen, was 1971 zu sehr umstrittenen Konditionen gelang (siehe oben im Abschnitt zur Geschichte).
Mit der wirtschaftlichen Integration arabischer Israelis nutzten die neuen heranwachsenden Generationen auch die Bildungs- und Aufstiegsmöglichkeiten Israels. Für neue arabische Bildungsaufsteiger wurde auf der Suche nach einer Selbstverortung der Einsatz für die eigenen Belange ein Identität stiftendes Engagement, anders als für die Vorgängergeneration, die als Erwachsene mit eigener Kriegsbeteiligung oder zumindest –erfahrung nach der Kriegsniederlage zwar eine oft gebrochene, aber sicher empfundene Identität hatten. So gründeten junge arabische vorwiegend christliche Akademiker 1978 die Rābiṭa (Verein zur Pflege der Angelegenheiten der Araber Jaffas) und suchten auch Muslime ihresgleichen anzusprechen, weshalb sie ihr Tun unter ein national-arabisches Leitbild stellten. Die Rābiṭa machte die seit 1973 öffentlich gewordenen Skandale um die Verpachtung und geplante profane Umnutzung der Hassan-Bek-Moschee auch zu ihrem Thema.
Auch vorwiegend von Juden getragene Bürgerrechtsvereine (so der Verein Jaffa Schöne der Meere) und die religiös orientierte Gruppe um Abd al-Badawi Kabub (ein muslimischer Wohltätigkeitsverein) engagierten sich gegen die profane Umnutzung der Moschee. Für Kabubs Gruppe war die Moschee ein religiöses Symbol, für die Rābiṭa ein national arabisches. Engagement, Proteste und Klagen vor Gericht gegen die profane Umnutzung waren letztlich erfolgreich. Finanzminister Jiggaʾel Hurwitz entzog am 2. November 1981 der Stadt Tel Aviv die Zuständigkeit für die Moscheeanlage, womit alle Planungen zur Umnutzung hinfällig waren.
Als das Minarett am 2. April 1983 einstürzte,:17 mobilisierte dies vor allem Muslime. Schnell verbreitete sich das Gerücht, die 1981 durch Hurwitz aus der Pacht gesetzten jüdischen Nutzer hätten das Minarett zerstört. Der Verein Rābiṭa organisierte daraufhin mehrere Protestgebete, renovierte einen Flügel der Moscheeanlage im Ringen darum, die Moschee als Identifikationsort einer palästinensischen Nation im Bewusstsein der Öffentlichkeit und Privater zu etablieren. Teilnehmer an den Protestgebeten forderten auch die Wiederherstellung der Moschee als Gebetsstätte. Schließlich erlangte der Verein Rābiṭa das stillschweigende Einverständnis der Stadt, das Minarett wieder aufzubauen, wobei er es zwei Meter höher als vorher aufführen ließ.
Die von der Rābiṭa anfangs religionsübergreifend betriebene Identifizierung mit der Moschee als Symbol arabischer Nationalität, in nationalistischer Abgrenzung von einer israelischen Identität, wich bald einer Verengung auf den Islam, wobei arabischer Nationalismus mit dem Islam in eins gesetzt wurde, unter dem die später populär gewordene Identität als Palästinenser subsumiert wurde.:1038 So wurden Christen- und Judentum mit dieser Identitätsbestimmung unvereinbar. Auch rechtlich verlor die Rābiṭa als zwischenzeitlich tatsächliche Unterhalterin der Anlage den Zugang, als kurz nach Fertigstellung des Minaretts der staatliche Treuhänder für Habe Abwesender (siehe oben) die Moschee 1985 an den neu besetzten Treuhänderausschuss für Jaffas muslimischen Waqf übertrug, dem Kabub vorsaß.
Die Moschee war nicht nur Arabern, oder ausschließender Muslimen ein Vorposten der Selbstbehauptung gegenüber dem jüdisch-israelischen Tel Aviv, sondern auch mehrfach Adressat jüdischer Sachbeschädigungen in Reaktion auf arabische Morde und andere Gewalt. Noch während des Wiederaufbaus des Minaretts wurde die Moschee im Juli 1985 Ziel eines Granatanschlags nie gefasster Militanter, die in ihrer Wiederherrichtung ein Symbol sahen. Was die Militanten darin sahen, darüber kann man nur mutmaßen, wobei man einbeziehen kann, dass die Moschee zwischen 1973 und 1981 wegen des delikaten Pachtdeals und ab 1983 durch die Versuche, sie zu einem Ort arabisch-nationaler, oder exklusiv islamischer Identifikation zu machen, in der öffentlichen Berichterstattung und Wahrnehmung stand. Weitere Anschläge folgten, bis 2000 waren es insgesamt mindestens drei.

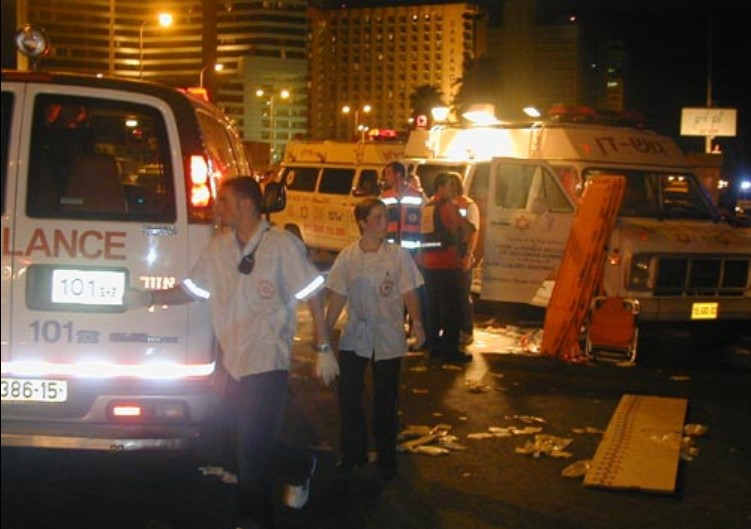
Blick vom Dolphinarium über Ambulanzen zum Hotel David nach dem Massaker, 1. Juni 2001

Für manche jüdische Israelis rückte die Moschee während der Phase massiver Mordanschläge gegen Israelis, auch gerade in Tel Aviv-Jaffa, (September 2000 bis Februar 2005, so genannte al-ʿAqṣā Intifaḍa) als Symbol der Mörder ins Rampenlicht. Am Freitag Abend, den 1. Juni 2001, mordete ein ausländischer arabischer muslimischer Suizidattentäter 21 meist jugendliche Nachtschwärmer vor der Dolphi Disko (דּוֹלְפִי דִּיסְקוֹ) im ehemaligen Dolphinarium und verwundete 120 weitere. Es verbreitete sich das Gerücht, der muslimische Mörder habe vor der Tat in der 120 Meter entfernten Hassan-Bek-Moschee Zuspruch gefunden.
Im Laufe des Sonnabends, den 2. Juni 2001, sammelten sich überwiegend säkulare Jugendliche vor der Moschee, um gegen die Morde an ihresgleichen, wie auch gegen andere Gewaltakte als Teil der Intifada zu protestieren, und skandierten Schimpftiraden. Die Demonstranten umschlossen die Moscheeanlage schließlich und aus der Deckung der Menge mehrerer Hundert Personen bewarfen einzelne den Bau.:40seq. Durch Steinwürfe kam es zu Sachschaden. Die Polizei hinderte die Demonstranten am Betreten der Anlage, in der bereits vorher anwesende Moscheegänger eingeschlossen waren, dabei wurden 60 Personen verletzt, davon elf Polizisten und 49 Demonstranten.:40seq. Erst am Abend gelang der Polizei, die eingeschlossenen Personen zu evakuieren und nach Hause zu eskortieren. Am 26. Dezember 2004 bewarfen unbekannte, vermutlich jüdische Militante die Moschee mit Molotow-Cocktails und beschädigten eines ihrer Fenster.
In der al-ʿAqṣā Intifaḍa übernahmen Anhänger des nordisraelischen radikalen Zweiges der Islamischen Bewegung in Israel (الحركة الإسلامية في إسرائيل) die Gemeindearbeit in der Hassan-Bek-Moschee. Der nördliche Zweig hatte sich 1996 abgespalten im Streit um den Oslo-Prozess und die Beteiligung an den Knessethwahlen, beides lehnten Anhänger der Islamischen Bewegung in Nordisrael ab, wohingegen die Hauptströmung, südlicher Zweig genannt, sie befürworten. Mit Übernahme durch die Nördliche Islamische Bewegung setzte eine Neubestimmung der Identität ein, der nach Palästinensertum und Islam eins seien und alle anderen Auffassungen auszuschließen sind. Damit ist die Hassan-Bek-Moschee vor allem Anlaufpunkt für muslimische Zuzügler aus Nordisrael. Alle anderen Moscheen der Stadt prägen Jaffas einheimische Muslime, die vielfach mit dem südlichen Zweig der 1971 gegründeten Islamischen Bewegung in Israel sympathisieren.

## Bibliographie
- Ori Dvir (אוֹרִי דְּבִיר; 1931–2011), נְקֻדַּת חֵן תֵּל־אָבִיב–יָפוֹ, neue, aktualisierte Aufl., Tel Aviv-Jaffo: מוֹדָן, 1991Greg. Kal. / 25752Jüd. Kal.[62] (15744[63])
- Jaʿaqov Janon (יַעֲקֹב יָנוֹן), סְבִיב כִּכָּר הַשָּׁעוֹן: לְסַיֵּר בְּיָפוֹ עִם יַד בֵּן צְבִי, Jerusalem: יַד בֵּן צְבִי, 2001Greg. Kal. / 5761Jüd. Kal.[64]. ISBN 965-217-192-1
- Andrea Livnat (אַנְדְּרֵיְאָה לִבְנָת), 111 Places in Tel Aviv That You Shouldn’t Miss, Angelika Baumgartner (Photos), John Sykes (Übers.), Köln: Emons, 2018, S. 96seq. ISBN 978-3-7408-0263-9
- Nimrod Luz (נִמְרוֹד לוּז), “Self-empowerment through the sacred culture and representation in the urban landscape: the Mosque of Hassan Bey and the Arab community of Jaffa” [“קְהִלַּת יָפוֹ הָעֲרָבִית וּמִסְגַּד חַסָּן בֶּכּ: גִּבּוּשׁ זֵהוּת קוֹלֶקְטִיבִית, הַעֲצָמָה עַצְמִית וְהִתְנַגְּדוּת”, in: פִּרְסוּם מָכוֹן פְלוֹרְסְהַיְמֶר לְמֶחְקְרֵי מְדִינִיּוּת; Nr. 3/42 (Juli 2005), S. 5–52; engl.], in: Holy Places in the Israeli-Palestinian Conflict: Confrontation and Co-existence, Marshall J. Breger, Leonard Hammer und Yitzhak Reiter (Hrsg.), London und New York: Routledge, 2010, (=Routledge studies in Middle Eastern politics; Bd. 14), S. 249–262. ISBN 978-0-415-54901-1
- Nimrod Luz, “The Politics of Sacred Places. Palestinian Identity, collective memory, and resistance in the Hassan Bek mosque conflict”, in: Environment and Planning D: Society and Space, Bd. 26 (2008), S. 1036–1052. ISBN 978-3-7408-0263-9
- Andrew Petersen, A Gazetteer of Buildings in Muslim Palestine: 4 Tle., Council for British Research in the Levant (Hrsg.), (=British Academy monographs in archaeology; Nr. 12), Oxford: Oxford University Press, 2001, Teil 2: ‹Ḥasan Bey Mosque› (Eintrag), S. 167seq. ISBN 978-0-19-727011-0
- Mahmoud Yazbak (محمود يزبك), “The Islamic Waqf in Yaffa and the Urban Space”, in: Makan: Adalah’s journal for Land Planning and Justice, Bd. 2 (2010) ‹The Right to a Spatial Narrative›, S. 23–46. ISSN 1565-8031